# Etimología de La Rioja

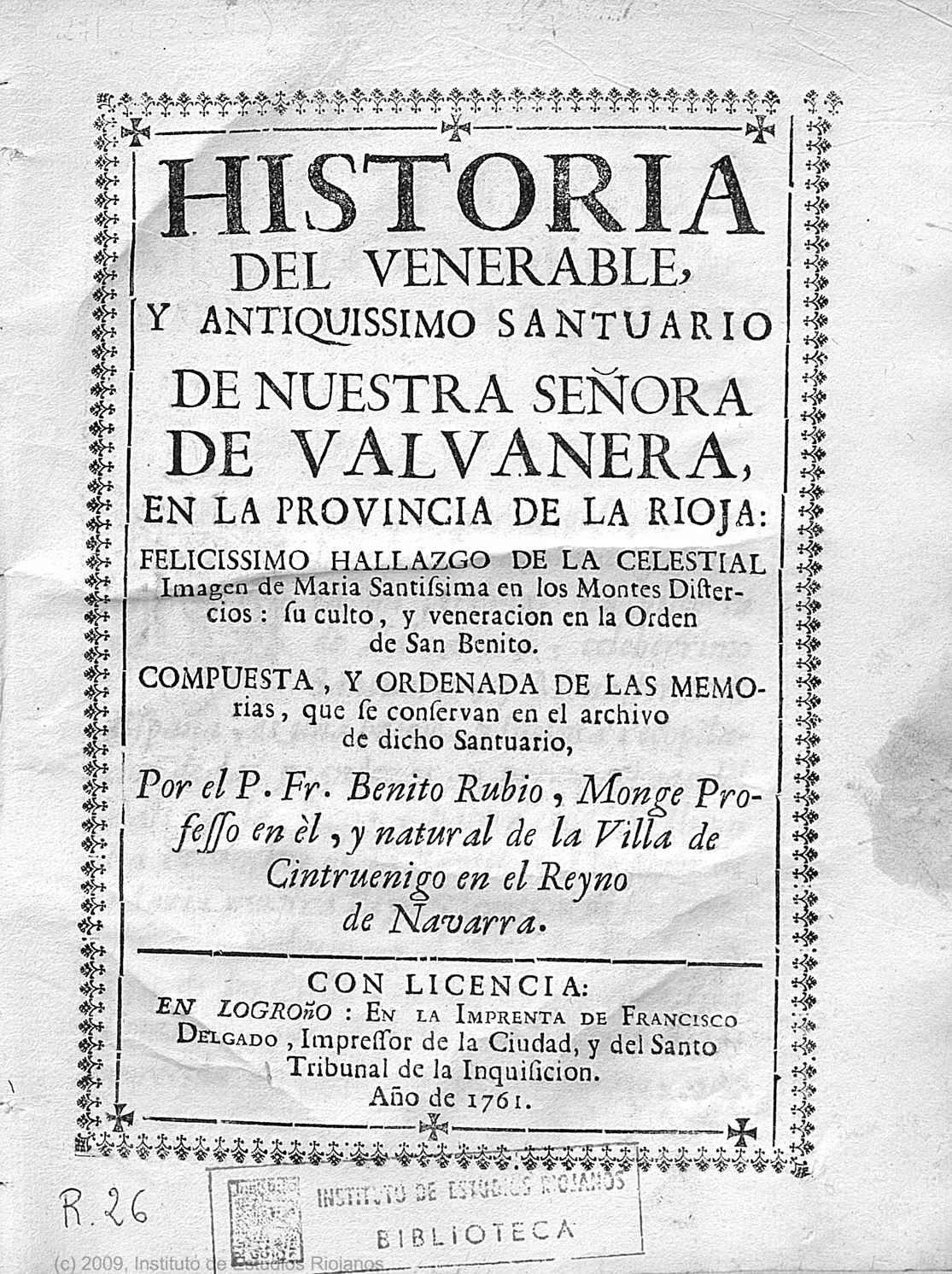
Portada del libro del año 1761 titulado Historia del venerable, y antiquissimo Santuario de Nuestra Señora de Valvanera, en la provincia de la Rioja, obra de Benito Rubio.

La etimología del topónimo Rioja, que lleva por nombre la comunidad autónoma de La Rioja (España) y que heredaron tierras pobladas por riojanos de origen en tiempos pasados, como la provincia de La Rioja y su capital en Argentina,
un pueblo en Chile, otro en la provincia de Almería (España), y la provincia de Rioja y su capital en Perú, es compleja y ha sido muy discutida. Las principales teorías apuntan a diferentes orígenes: la tradicional popular que le hace corresponder con el río Oja, la que apunta al término Rivalia que se traduciría como «tierra de riachuelos», la que señala como germen una tautología nominal en el término rivo Ohia que significaría «río de lecho fluvial»; y las muy diversas que indican que tendría sus orígenes en el euskera, por ejemplo como unión de los vocablos herria y ogia traduciéndose como «tierra de pan».  
Numerosos autores de varias épocas han propuesto distintas teorías sobre ello, como por ejemplo el fraile Mateo Anguiano en el siglo XVIII, pasando por Ángel Casimiro de Govantes en el XIX, Menéndez Pidal o Merino Urrutia en el XX o ya en el XXI el investigador Eduardo Aznar Martínez. Sin olvidar los textos de autores más antiguos como Florian Ocampo en el siglo XVI o Rodrigo Méndez Silva en el XVII, que dan cuenta de la etimología popular del topónimo. 
Las primeras apariciones escritas de este topónimo como Rioga, Riogam y rivo de Ogga se remontan al siglo XI, pudiéndose encontrar asimismo con diferentes grafías como Rioxa, Riogia, Rivo de Oia, Rivogio o ya en su forma definitiva Rioja en textos de siglos posteriores. Por otra parte el documento más antiguo encontrado en el cual aparece su gentilicio data del siglo XIII, con las grafías riogeñ y riogensi, es decir, riojano. 
En las primeras apariciones escritas de este topónimo del siglo XI, se designa bajo el mismo aproximadamente a la zona más occidental de la región española actual; existiendo algunas divergencias en cuanto a su localización exacta por parte de distintos autores. De forma paulatina y como consecuencia de distintos sucesos históricos, el topónimo se fue extendiendo hacia el este desde la Edad Media, para nombrar a una región más extensa, formada por siete valles fluviales, situados entre el Tirón por el oeste y el Alhama por el este, que vierten sus aguas en el Ebro; es decir La Rioja actual.

## Situación geográfica de sus orígenes y proceso de expansión del nombre

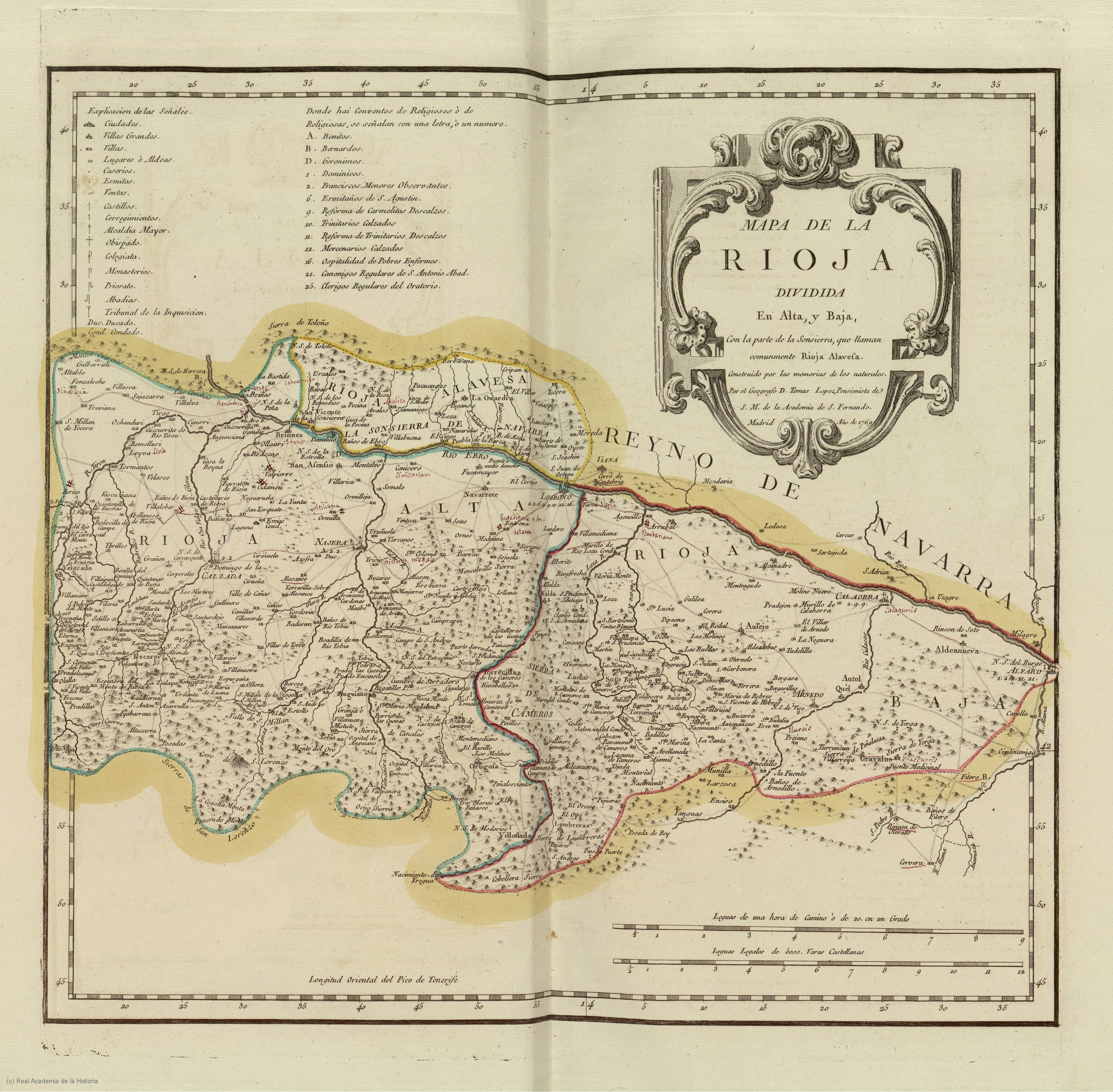
Mapa de La Rioja dividida en Alta y Baja elaborado por Tomás López en el año 1769. La divisoria entre las dos riojas se sitúa en el río Iregua. El canónigo e ilustrado Juan Antonio Llorente lo criticó en el año 1805, puesto que tenía el error de omitir o dejar fuera varios pueblos que también eran riojanos, especialmente en La Rioja Baja y eran parte integrante de los 7 valles que con sus respectivos ríos van desde el Tirón por el oeste hasta el Alhama por el este y que son todos ellos enteramente riojanos.

Existen discrepancias entre los expertos a la hora de ubicar el lugar concreto donde estaría localizada la primitiva Rioja. Para algunos autores las primeras referencias escritas a los términos originarios —diferentes variantes documentadas en la Edad Media— del nombre de La Rioja, se referían en el siglo XI a una demarcación civil o eclesiástica colindante con los Montes de Oca, con límite al oeste en la localidad de Belorado y con Briones al este, que corresponde con las cuencas de los ríos Tirón y Oja.Otros discrepan con esta Interpretación de los textos antiguos y sitúan a la primitiva Rioja en los aledaños del propio cauce del Oja.
Con el transcurso del tiempo el nombre iría expandiéndose durante la Edad Media, nombrando a un territorio cada vez mayor, como consecuencia de acontecimientos políticos, sociales y territoriales que tuvieron lugar durante la época. El mismo iría extendiéndose en la época medieval hacia oriente por la diócesis de Calahorra, haciéndose sucesivamente con las cuencas de los ríos tributarios del Ebro Najerilla, Iregua, Leza, Cidacos etc hasta llegar por el este al Alhama. De esta manera fue denominando al resto de comarcas riojanas y ampliándose el topónimo Rioja hasta abarcar los límites actuales. Sus habitantes se denominaban riojanos —"riogensi" en la primera referencia escrita al gentilicio— y así eran conocidos. La expansión de La Rioja llegó a ser tal que incluso en los siglos XVII, XVIII y XIX se identifica con este nombre a una región algo mayor que la actual Comunidad Autónoma.
No se han realizado aún estudios sobre como y porqué sucedió esta expansión territorial, pero todo parece apuntar a que dos de los sucesos que lo posibilitaron fueron la fundación del burgo de Santo Domingo de la Calzada en el siglo XI, así como la existencia a lo largo de la historia de distintas instituciones civiles y eclesiásticas netamente riojanas, como fueron por ejemplo la merindad de Rioja, el arciprestazgo de Rioja o el corregimiento de Rioja, de raigambre medieval.Así pues, existe por ejemplo documentación medieval que refleja la fusión de la merindad de Rioja con otras merindades, pero conservando el nombre de esta y la capitalidad en Santo Domingo de la Calzada. También existen documentos en los que se aprecia como distintas localidades aparecen incluidas dentro de la mencionada institución, cuando no lo estaban en un primer momento. A finales de la edad media, esta merindad se convirtió en un corregimiento, el corregimiento de Rioja o de Santo Domingo de la Calzada, cuyos límites exactos se desconocen, pero que abarcaba ya en ese momento un amplio territorio. Por tanto, una de las causas de la ampliación del topónimo Rioja a un territorio mayor, parece ser su vinculación a estas instituciones con carácter expansivo. No obstante, es a partir de la creación del mencionado corregimiento, cuando el topónimo Rioja comienza a exceder los límites del mismo, apareciendo documentación en la que se mencionan también como riojanas localidades ajenas a este.Todo el amplio espacio que finalmente llegó a ser conocido como riojano, contaba con una geografía común, mismas costumbres, misma cultura, misma economía y mismos intereses. Estos intereses serían recogidos en el plano económico a finales del siglo XVIII por la Real Sociedad Económica de La Rioja, que celebraba sus reuniones en distintas localidades riojanas como Fuenmayor, Logroño, Calahorra o Alfaro y en el militar durante la guerra de la independencia por la Junta de Armamento e Insurrección de La Rioja, que tuvo su primera sede en Soto de Cameros.
A raíz de la conquista de América por parte del imperio español, el topónimo Rioja se aplicaría a diversos territorios poblados por riojanos de origen europeo en este continente. Lo mismo sucedería en la actual provincia de Almería, como consecuencia de la conquista del Reino de Granada. 

## Algunas menciones históricas (desdesigloXIalXVIII)
Se suele considerar como la primera mención documentada la que aparece en el Fuero de Miranda, concedido por el monarca Alfonso VI en 1099, donde aparece como Rioga y Riogam, o escrito como Rioxa y Rioxam, pronunciándose como Rioja y Riojam. Sin embargo, actualmente varios autores datan este texto en el año 1177, por lo que  existirían otras referencias a La Rioja muy anteriores. Para Tomás Ramírez, que usa la  datación de 1099, la importancia del texto radica en que se hace una transcripción del topónimo que puede considerarse romance, algo que no sucede en otros documentos en los que el término está traducido al latín, por lo que se plasma con diferentes grafías (rivo de ogia, rivo de Oia....).

[...] Omnes homines de terra lucronii, aut de nagera, aut de rioga, qui uoluerint transire mercaturas uersus alauam, aut de aliam terram ultra ebro, aut omnes de alaua, aut de alia terra quacumque uersus lucronium, aut ad nagaram, aut riogam, transeant per mirandam et non per alia loca: si non perdant mercaturas; et de lucronio ad mirandam non sit pons nec barca.
Fuero de Miranda de Ebro, año 1099 o 1177.

En el mismo Fuero de Miranda también se lee: 

de Campaxares, aut de Burobia, aut de terra de Naxera, aut Lucronio, per caminum usque ad Oca et Ribodeoja ad inferius usque dum cadit in Ebro.
Fuero de Miranda de Ebro, año 1099 o 1177.

Según esto, en la fecha de redacción del texto, se entendería por Rioja las tierras comprendidas entre Belorado al oeste y Briones al este, que son las cuencas de los ríos Oja y Tirón. Posteriormente, el nombre iría expandiéndose de forma paulatina al ser utilizado para denominar a un territorio cada vez mayor, hasta llegar por el este al río Alhama, cubriendo los límites actuales, tal y como se deduce de otras referencias a La Rioja escritas en siglos sucesivos.
Sin embargo, si bien se considera tradicionalmente el mencionado fuero de Miranda de Ebro como el escrito más antiguo en el que aparece el topónimo Rioja reflejado como Rioga, existe un texto anterior relacionado con esta materia que se halla en el folio 63 del Becerro Galicano de San Millán de la Cogolla datado en el año 1082. Está redactado también en latín y en él se menciona a una población desaparecida llamada Irahuri que se ubica en rivo de ogga, la cual donan Bermudo Gutierrez y su mujer Godina al monasterio de San Millán. Dice así:

In nomine Christi redemptoris nostri. Ego quidem senior Veremudus Gutier et uxor mea dompna Gutina, placens nobis, promto corde, spontanea voluntate, ut pro anime nostre remedium concedimus et confirmamus ab honorem sancti Emiliani presbiteri et tibi, presenti patri Alvaro abbati, cum ceteris monachis ibi Deo servientibus, in Rivo de Ogga, in villa Irahuri nostras comparaciones, solares et divisas, integrum et libero.
Folio 63 del Becerro Galicano de San Millán de la Cogolla, año 1082.

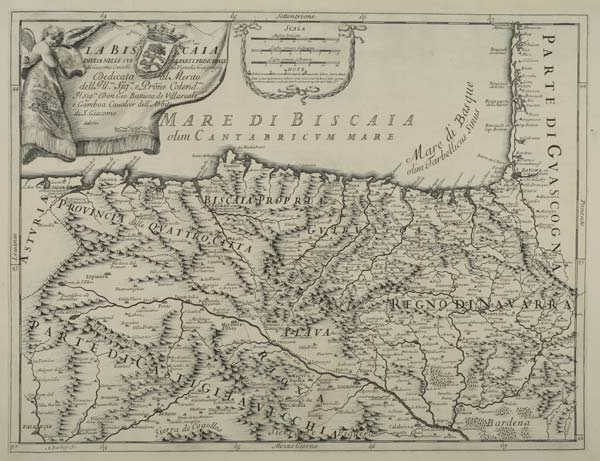
Mapa italiano de La Biscaia. Aparece Alava, Vizcaya, Guipúzcoa, Navarra y La Rioja escrita con la grafía «Rioxa». Año 1696.

Para David Peterson esta es realmente la referencia más antigua en la que se hace mención a La Rioja. Según Eduardo Aznar Martínez sería Irahuri una aldea desaparecida de difícil localización, seguramente cercana al río Oja, cuyo nombre proviene del euskera. El término consta de dos componentes: huri, que significa 'villa o lugar poblado', e ira, que es más dudoso y puede significar 'helecho, helechal'. Para los expertos que realizaron la transcripción y edición digital del Becerro Galicano, esta localidad se encontraba próxima al municipio de Casalarreina.
También existe una referencia anterior al fuero escrita en el año 1084 para algunos y en 1087 para otros, en la cual se da constancia de una donación al abad de San Millán don Blas del monasterio de San Sebastián que está en el valle de Ojacastro y a continuación añade:

Et confirmo bobis illum locus beremun in summitate fluminis oggensis postium, cum omnibus suis pertinentiis....
Carta de Alfonso VI, año 1087

La interpretación del mencionado texto es dudosa, puesto que para Felipe Abad León y Eduardo Aznar Martínez es evidente que fluminis oggensis hace mención a un río y no a La Rioja. No obstante, Tomás Ramírez piensa que cuadra mejor entenderlo por su contexto como una referencia a un territorio y por tanto ser la primera traducción de la palabra romance y siempre más antigua Rioja al latín .
Más clara es otra escritura anterior al mencionado fuero, la cual aparece el folio 53 del Becerro Galicano de San Millán, datando del año 1095. En ella se explica como el Infante de Pauleja se entrega a San Millán y dona sus propiedades en La Rioja: «De Infante de Padulega carta in Rivo de Oia».
Joaquín Peña recogió en documentos de San Millán de la Cogolla de entre los siglos XI y XIV las diferentes apariciones de la palabra Rioja, siendo sus grafías: Rivvo de ogga (repetido y copiado por otros escritores); in rivo de Oia (mal copiado por el padre Serrano y otros que le siguen); fluminis oggensis; et toti rivogio; in rivo de ogia; et rivo ogie; et rivo de oga; in tota rivogia (en 1191 se repite rivo de ogga); rivogio; riogia (en una escritura de 1214); rioga; riogensi (riojano o de La Rioja). Según Ramírez Pascual, el nombre Rioja habría surgido oralmente en una época anterior a estas menciones documentales, en las cuales fue transcrito de diferentes maneras (rivo de ogia, rivo de Oia....) debido a que los escribas medievales intentaban traducir al latín un nombre que ya estaba en lo que puede considerarse romance con el fin de plasmarlo en textos cultos, lo cual les obligaba a descomponer el topónimo en varias palabras o modificarlo buscando el origen arcaico del término, tal y como se hace hoy en día.
Si se hace uso del trabajo del mencionado Joaquín Peña,  del siglo XII han llegado hasta la actualidad ocho escrituras pertenecientes al monasterio de San Millán de la Cogolla en las que se nombra a La Rioja. Estas aparecen con diferentes grafías, como rivo de oia, rivo de oga, rivo de ogia, rivo ogie, rivo de ogga, rivogio o rivogia. Todas ellas corresponden a textos escritos en latín.

Facta carta huius donacionis, sub Era Mª. Cª. LXXIª. Rege Aldefonso regnante in tota Aragon et in Pampilonia et in toto rivo de Oia usque Belforato.
Carta de donación de 1133 de Alfonso I el Batallador. Cartularios I, II y III de Santo Domingo de la Calzada.

Del siglo XIII dicho autor encontró tres escrituras en las que se nombra a La Rioja.  Dos de ellas están escritas en latín apareciendo como rivogio y riogia  y una en castellano. En esta última se presenta con su grafía actual «Burueba et en Rioja». Asimismo, también hay otro texto en latín del año 1228, donde aparece por primera vez el gentilicio riojano, escrito como riogeñ y riogensi, refiriéndose a un arcripreste de la diócesis de Calahorra llamado Martino Pascasii. También existe un documento del mismo siglo donde aparece este gentilicio en castellano y no en latín, escrito con la grafía riojano. Se trata de la estrofa 41 de la obra titulada Vida de San Millán, del poeta Gonzalo de Berceo, donde indica que los riojanos acuden a honrar al santo Millán.

Don Nunno, prestamero en Burueba et en Rioja.
Colección Minguella, siglo XIII

Del siglo XIV se han encontrado gran cantidad de documentos donde aparece escrito el topónimo La Rioja. En la mayoría con su grafía actual Rioja o Rioxa y en textos en castellano. Asimismo, también se aprecia en algunos la palabra "la" que antecede al nombre.

Burueba et de la Rioja et de tierras de Nagera et daqui en adelante que non consientan que ningunos les pase contra la dicha mercet.
Cartas de Alfonso XI, siglo XIV

En siglos posteriores hay multitud de textos todos ellos escritos en castellano y no en latín, donde la grafía con la que aparece escrito el topónimo es Rioja casi sin variaciones. En el siglo XVI se aprecia por ejemplo de esa manera en una breve descripción de esta tierra que realiza el cronista Florian de Ocampo en su libro titulado Crónica general de España del año 1544:

vna buena parte de tierra contenida dentro de las vertientes septentrionales, que fe figuen deftos montes y delas riberas del río Ebro fe dize comunmente Rioja, prouinçia muy abrigada, fertil y abundofa, llena de grandes prouechos.
Florián Ocampo, Crónica General de España, año 1544

También se pueden mencionar otros ejemplos de la misma centuria, como en el libro titulado Compendio Historial del año 1571, del historiador Esteban de Garibay, donde la palabra Rioja aparece en multutud de ocasiones. Así se muestra en un fragmento del mismo donde indica la presencia de Martín Fernández Puerto Carrero en Alfaro, Calahorra, Logroño y otras partes de La Rioja:

Martin Fernandez Puerto Carrero obedeciendo el mandato de fu rey, torno a Caftilla dexando buen prefidio, en toda la frontera en Alfaro, Calaorra, Logroño y otras partes de la Rioja 
Esteban de Garibay, Compendio Historial, año 1571

Otra muestra, ya del siglo XVII, es la del logroñés Albia de Castro en su obra de 1633 titulada Memorial y Discurso político por la muy noble y muy leal ciudad de Logroño donde cuenta que esta ciudad se encuentra ubicada en La Rioja:

tiene fu afsiento la mui noble y mui leal ciudad de Logroño en la prouincia de la Rioja
Fernando Albia de Castro, Memorial y discurso político por la muy noble y muy leal ciudad de Logroño, año 1633

Además, también de la centuria del seiscientos, es posible ver más referencias a esta tierra como en el documento geográfico titulado Parte del Atlas Mayor o Geographia Blaviana Que contiene las Cartas y Descripciones de Españas del año 1672, en el cual haciendo una enumeración de varias ciudades, indica que algunas de las mencionadas como Calahorra, Santo Domingo de la Calzada, Arnedo, Nájera o Logroño, se sitúan en La Rioja:

Calahorra en la Rioja; (...) S.Domingo, Logroño, Naxara, y Arnedo, en la Rioja
Officina de Juan Blaeu, Parte del Atlas Mayor o Geographia Blaviana Que contiene las Cartas y Descripciones de Españas, año 1672

Asimismo, se puede encontrar también de manera muy abundante con la grafía Rioxa. Así se refleja por ejemplo en este párrafo del libro titulado El glorioso thaumaturgo español redemptor de cautiuos Spto Domingo de Sylos, hijo del patriarca San Benito del año 1668 en el que habla de que Santo Domingo de Silos fue ermitaño en Navarra y en La Rioja:

Pero que Santo Domingo de Sylos aya fido ermitaño en Navarra, o en la Rioxa, va a dezir poco para nueftro argumento; y efte pleyto toca a los Rioxanos y Navarros, pues fon los interefados en aver tenido por vezino y morador a vn Santo tan prodigiofo, que cualquiera fe puede grloriar de falir con él.
Juan de Castro, El glorioso thaumaturgo español redemptor de cautiuos Spto Domingo de Sylos, hijo del patriarca San Benito, año 1688

O en este fragmento del libro titulado El ente dilucidado : discurso vnico nouissiº q[ue] muestra ay en naturala. animales irracionales inuisibles y quales sean del año 1676, obra de  Antonio de Fuentelapeña, en el que indica que el municipio de Anguiano se ubica en La Rioja:

y efpecialmente en la villa de Anguiano, que es en la Rioxa
Antonio de Fuentelapeña, El ente dilucidado : discurso vnico nouissiº q[ue] muestra ay en naturala. animales irracionales inuisibles y quales sean, año 1676

Del siglo XVIII, además de haber múltiples referencias escritas a La Rioja, se puede hablar también de obras donde la misma es la protagonista o constituye el espacio principal en el que se desarrolla el relato. Algunos ejemplos son los libros titulados Historia de Santo Domingo de la Calzada, Abraham de La Rioja de José González de Tejada, publicado en el año 1702 o Recetario de las sustancias que se emplean en la elaboración de los tintes y maneras con que se tiñen los hilados de lana, los merinos, estameñas, paños y bayetas que se tejen en los pueblos de Cameros en la provincia de La Rioja de Vicente del Saz, del año 1775. Sin embargo, una de las obras más destacadas de la centuria del setecientos que tratan sobre esta región, es la titulada Compendio historial de la provincia de la Rioja, de sus santos y milagrosos santuarios, del fraile Mateo Anguiano, publicada por primera vez en el año 1701 y de la cual procede el siguiente texto:

Al prefente no paffa en la Rioja de la ciudad de Alfaro el Obifpado de Tarazona, Ciudad bien cercana a la de Calahorra, ni fe eftiende a Garay, porque efte pueblo toca a Ofna. Mas con todo efto, en aquellos tiempos, fe eftendia a las partes dichas, por mas de vente y ocho leguas de largo,  y cogia a toda la Rioja ,alta, y baxa, fus tierras, y la comarca de Garay.
Fray Mateo Anguiano, Compendio historial de la provincia de la Rioja, de sus santos y milagrosos santuarios, año 1701

En el párrafo anterior se describe cómo a la fecha de la redacción del mismo el obispado de Tarazona no pasaba en La Rioja de la ciudad de Alfaro, pero en épocas anteriores abarcaba toda La Rioja, tanto la Alta como la Baja, así como la comarca de Garay.
En cuanto a la mencionada obra de José González de Tejada titulada Historia de Santo Domingo de la Calzada, Abraham de La Rioja del año 1702 se puede citar el siguiente fragmento en el cual se delimita el espacio que como describe se llamó Cantabria y que cubría toda La Rioja con sus montañas de los Cameros además de otros territorios:

Pero en otros fe llamó Cantabria a toda la Montaña de Burgos y Afturias hafta Zea de Campos, y las tres provincias de Alava, Vizcaya, y Guipuzcoa, y toda la  Rioja , con fus motañas de los Cameros.
José González de Tejada, Historia de Santo domingo de la Calzada Abraham de La Rioja, año 1702

## Teorías del origen deRioja

### Río Oja

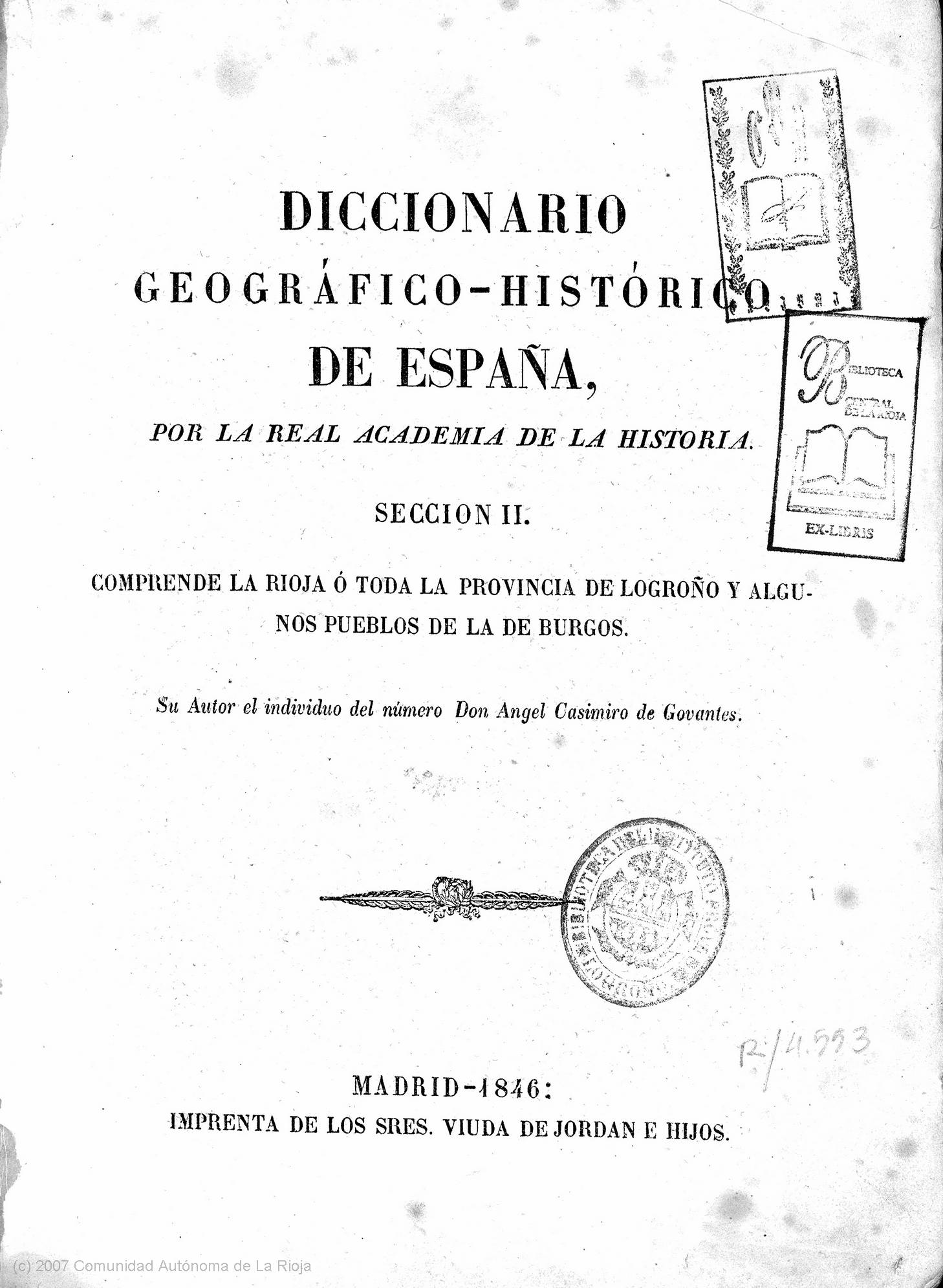
Portada del libro titulado: Diccionario geográfico-histórico de España, por la Real Academia de la Historia. Sección II: Comprende La Rioja o toda la provincia de Logroño y algunos pueblos de la de Burgos. Es obra de Ángel Casimiro de Govantes y en él, entre otras muchas cosas, se describe una de las teorías sobre la etimología del topónimo Rioja (año 1846).

La teoría tradicional y más extendida popularmente indica que tomaría el nombre del río Oja.
La palabra habría partido de los elementos rivus (ablativo rivo que en castellano sería río) y la evolución ogga, ogia, ogie, oga, que termina en Oja. En la antigüedad, los dos componentes de la misma se fusionarían. Diversos autores que han propuesto esta teoría etimológica apoyándose en la tradición o en la documentación antigua como Ángel Casimiro de Govantes en 1846, Pascual Madoz en 1850, Ildefonso Zubía en el siglo XIX, López Barrón en 1900, Julio Santamaría en 1926, Agustín Urcey Prado en 1932, Justiniano García Prado en 1952 y Menéndez Pidal en dos obras de 1926 y 1962 otorgan a este Oja una etimología natural, que vendría dada por las hojas desprendidas principalmente por las hayas, encinas y arbustos del valle circundante, que cubrirían sus aguas en algunas épocas del año. Joaquín Peña en 1973 por su parte, tal y como suscribe Felipe Abad León, después revisar los documentos medievales por él encontrados en los cuales aparece el topónimo Rioja, acaba llegando a las mismas conclusiones. Sin embargo el componente ogga de la palabra que derivaría en oja es de significado desconocido para el experto.
En cualquier caso, la asociación entre el nombre de este curso acuático y el de la región es planteada desde muy antiguo. Por ejemplo, el cronista Florian Ocampo ya lo apuntaba en el año 1544, también Rodrigo Méndez Silva en una obra publicada en 1675, escribiendo la frase «la provincia Riojana, afsí nombrada por el Río Oja, territorio de los regalados, agradables y abundofos de Efpaña, con falutiferos baños de Arnedillo....» o el padre Murillo Velarde en 1752 diciendo que «Logroño es cabeza de La Rioja, dicha así del río Hoja».
Numerosos estudiosos del tema como el lingüista Benito izquierdo, Guillermo Rittwagen o Tomás Ramírez han argumentado en contra de esta teoría. Así, este último en su trabajo del año 2005, sostiene que en los escritos medievales más primitivos por él estudiados nunca se habla de un río llamado Oja, sino que lo mencionan como ilera, illera o glera por ser un barranco pedregoso que permanecía seco largos meses del año. La aparición de esta denominación en los documentos es posterior a la mención en ellos del nombre Rioja, por lo que no puede ser ese su origen. Algunas citas de la Edad Media interpretadas por otros autores como referencias al río Oja son en realidad por su contexto traducciones al latín de la palabra siempre más antigua Rioja, ya que con ellas se refieren siempre a un territorio, no a un río. Esta sería por tanto una etimología popular incorrecta (paretología) que se habría mantenido tradicionalmente desde épocas muy pretéritas, como ocurre en otros muchos casos. A parecidas conclusiones llegó Guillermo Rittwagen en el año 1920. Dicho autor explica que Glera es el término más antiguo para designar al accidente geográfico, así como esgrime que el mismo ocupa solo una parte de La Rioja y no obstante son riojanos también territorios que se encuentran muy alejados de él y bañados por otros caudales, por lo cual sería una incongruencia buscar su bautismo en el Glera. Por otra parte también rechaza la idea de que el término Oja provenga de las hojas que arrastran sus aguas, debido a que carece de ellas casi todo el año con lo que conforma un cauce pedregoso.
Otros investigadores sí señalan por el contrario referencias en la documentación medieval más antigua donde aparece el término Oja, referido a un cauce fluvial. Así lo defiende por ejemplo Eduardo Aznar Martínez en el año 2010, encontrando incluso en Villalobar el topónimo vascuence Val de Oiaco Harana que significa literalmente 'el valle u hondonada del Oja', por lo cual deduce que este sería el sustantivo utilizado por la comunidad vascófona de la zona para denominar al cauce. También referencias a localidades bañadas por sus aguas como Ojacastro, escrito como Olia Castri en el año 1045, cuyo primer componente del término es 'Oja', traduciendose como el 'castro del Oja'. Lo mismo sucede con el despoblado de Ajugarte cuyo nombre aparece escrito en 1087 como Oggobarte u Oggabarte procedente de 'oiha-ubarte' que significaría en vascuence 'entre aguas del Oja, isla fluvial del Oja'. 
Otro investigador que apoya la etimología tradicional y se muestra muy crítico con la teoría de Tomás Ramírez, es el profesor universitario y medievalista David Peterson. Este autor en uno de sus trabajos del año 2023 titulado Rivo de Ogga, los orígenes medievales de La Rioja, analiza la documentación medieval y concuerda con Eduardo Aznar Martínez en que si existen textos muy antiguos que hablan de un río llamado Oja, sin referirse bajo esta denominación a un territorio.  También en que la presencia de este nombre desde muy antiguo es necesaria para explicar el origen de topónimos con etimología euskérica aledaños a su cauce, como  Ojacastro,  Ajuarte y Oliaguti. Señala asimismo que la existencia de varios vocablos para denominar a un mismo cauce fluvial (Oja y Glera en este caso) es habitual y se daba desde antiguo. Por tanto, sostiene que el topónimo Rioja deriva del nombre de este curso acuático. Después de su estudio, concluye que en un principio el nombre Rivo de Oia, es decir, 'río Oja', y sus variantes gráficas, era un hidrónimo que se aplicaba únicamente al curso fluvial, para después convertirse en un  corónimo (nombre de una región) al usarse para denominar también a sus tierras aledañas y posteriormente ir expandiéndose dicho topónimo desde la edad media  para nombrar a un territorio mucho mayor, incluido el que abarcaba el territorio colindante a otros cauces fluviales distintos. La primera referencia en la cual se refleja el término como un corónimo data de 1082 y se sitúa en el Becerro Galicano de San Millán de la Cogolla, donde aparece como Rivo de Ogga. En su trabajo no se propone desarrollar una teoría etimológica sobre el origen del término Oja, pero si señala que en la península ibérica y en Europa en general, abundan nombres de ríos que podrían tener un origen protoindoeuropeo. Explica que la pronunciación medieval del nombre del río sería la misma que en la actualidad. 

### Tierra de riachuelos,Rivalia
Tomás Ramírez realizó un trabajo en el año 2005 en el que analizando la documentación medieval intentaba encontrar el origen etimológico del topónimo Rioja. 

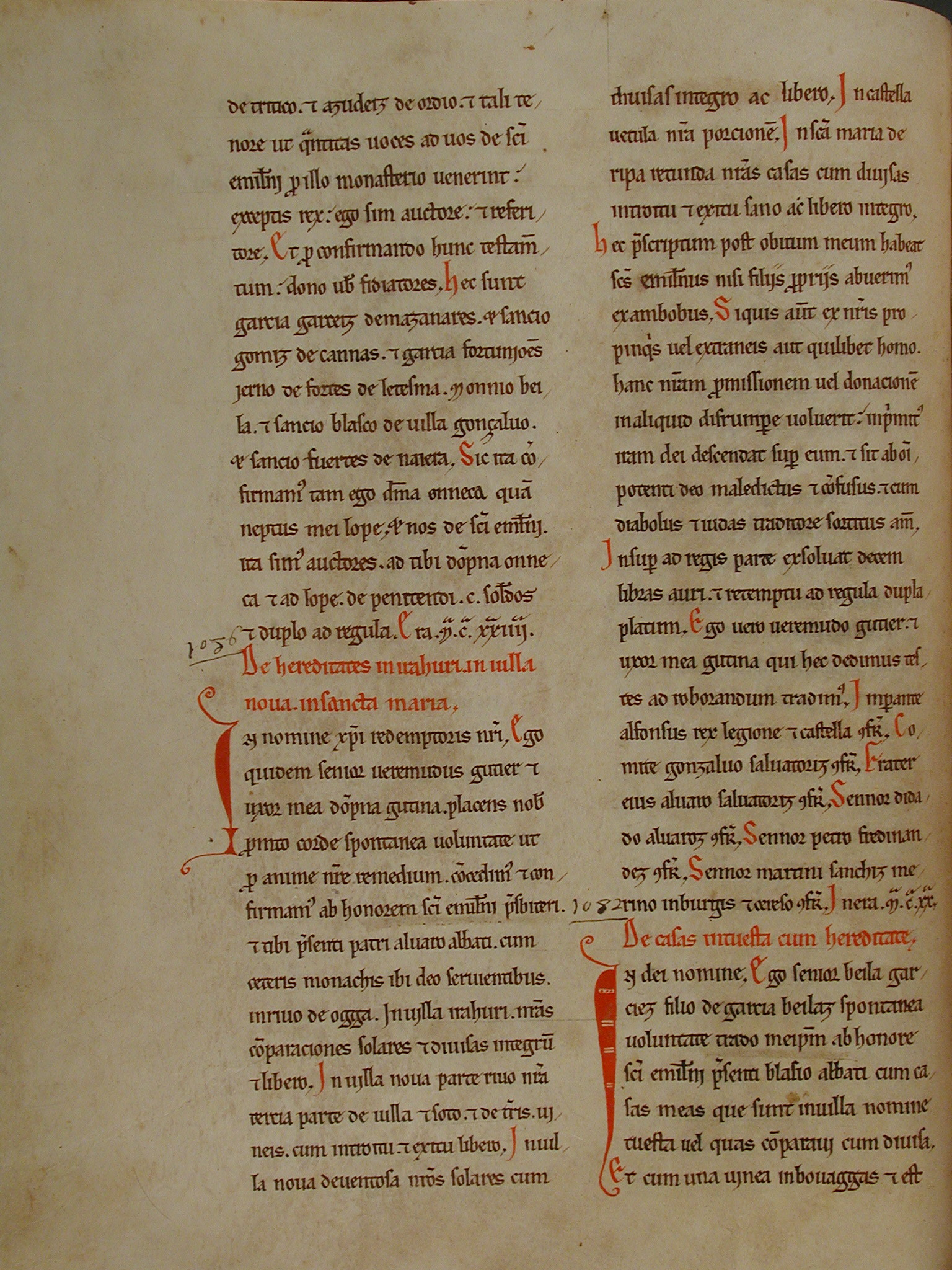
Una página del Becerro Galicano de San Millán de la Cogolla en la que se menciona a La Rioja, apareciendo el nombre transcrito como rivo de Ogga. Año 1082.

Era costumbre de los escribas durante la Edad Media el traducir los topónimos populares en romance u otras lenguas al latín para poder plasmarlos en los textos cultos que se redactaban en ese idioma. Para ello descomponían la palabra en varias partes o la modificaban tratando de encontrar el origen arcaico del término, tal y como se hace ahora. Por esta razón, Tomás Ramírez Pascual al igual que otros autores afirma que las menciones que aparecen en los textos medievales escritas como rivo de ogia o rivo de Oia son transcripciones latinas de la palabra romance Rioja, ya que es evidente por el contexto de los mismos que con tal denominación no se refieren a un cauce fluvial llamado Oja, sino a un territorio. La idea viene apoyada también porque se conservan escritos antiguos del siglo XI en los que la palabra 'Rioja' está transcrita en romance como Rioga y posteriormente, a partir del siglo XII, aparece descompuesta y latinizada como rivo de ogia o rivo de Oia. Debido a ello el autor plantea la hipótesis de que el nombre de la región no proviene de río Oja, como indican otros expertos, que se basan para afirmarlo en tales transcripciones. Intenta demostrarlo realizando un análisis de la documentación medieval referente al accidente geográfico, señalando que en todos ellos se le llama Glera, Ilera, Illera, Madre o 'las aguas', sin que en los textos más antiguos aparezca el término 'Oja' referido a un cauce fluvial. Además señala que en ellos a la Glera nunca se le considera y llama río, ya que es un barranco pedregoso que permanece seco durante la mayor parte del año. Tampoco a su valle se le llama 'valle del Oja', sino que por el contrario recibe la denominación de 'valle de Ojacastro' valle de Oggacastro o 'valle de Ezcaray' Vall d’Ezcaray. En resumen, el autor concluye diciendo que en la época en la cual aparece el topónimo Rioja, el curso acuático no recibía el nombre 'Oja', sino Glera, Illera o 'Madre' y por tanto no se puede buscar ahí su origen toponímico.
Tras desechar con los argumentos antes mencionados que el topónimo provenga de río Oja y teniendo en cuenta que las grafías rivo de ogia, rivo de Oia etc.. que aparecen en la documentación son traducciones al latín de la palabra Rioja, analiza los escritos antiguos para averiguar que límites abarcaba La Rioja primigenia a la que se refieren las primeras referencias medievales. Tras ello, piensa que la primitiva Rioja se ubicaba entre los ríos Oja o Glera y Tirón y los montes de Yuso. Dado que esta es una zona con gran cantidad de riachuelos, plantea la hipótesis de que el término originario del cual procede el nombre significaría 'tierra de riachuelos'. También cree que sería Santo Domingo de la Calzada el responsable de que el topónimo Rioja comenzara a extenderse hacia el este en la edad media para acabar con el tiempo denominando a un territorio mucho mayor. Esta expansión nominal se debería también a la enorme influencia que ejercería la ciudad de Santo Domingo de la Calzada sobre toda la región.
Claudio García Turza encontró en el códice 31 del monasterio de San Millán de la Cogolla el término rialia en el siguiente texto. Tras estudiar el documento indicó que procedería del sustantivo femenino singular de la locución latina rivalia.

muscus: lanugo In sparti similitudinem, unde et "muscosi fontes"; Auca . rialia.
Códice 31. 63v 1, 10.

Este término es el plural colectivo neutro de 'rivum' con terminación diminutiva, que significaría riachuelos o canalejas. Según Tomás Ramírez la palabra Rioja se habría derivado de esta como rialia-riolia-rioja, que dejaría la frase anterior traducida como «junto a Oca está Rioja», siendo Oca la comarca aledaña conocida actualmente como Montes de Oca. Cuando se aceptó popularmente la palabra y se la tuvo que traducir en documentos cultos al latín, se habría recurrido a la etimología popular que acabó dividiendo la palabra originaria en dos como Rivus de oia y con diferentes formas (ogga, oga, ohia) que evolucionaron con el paso del tiempo. Según el autor, el término Ogga significaría Ojo u hoyo, la cual es una palabra muy frecuente para designar al lugar de nacimiento de los ríos. Por ello, este nombre daría lugar a la etimología popular con la que la latinizaban los escribas medievales. El topónimo Rioja aparecería oralmente muy pronto, hacia el siglo IX, en plena repoblación cristiana, para comenzar a ser plasmado por escrito en el XI.
Antonino González Blanco recoge topónimos de varios términos de La Rioja derivados de Rivale y Rivalia como El Riajo, Los Riajos, Riajondo, Riajuelo, Los Riajuelos, Riajillo Largo, Reazuelo y Riajales (registrado en Redecilla del Camino y en Viguera). En Santa Marina se da Matariajales y en Azofra y Pedroso Riojales, cuya variante podría obedecer a un cruce de río.
Esta teoría ha recibido argumentos en contra. Así, Eduardo Aznar Martínez si encuentra referencias antiguas donde interpreta por su contexto que  bajo los términos rivo de ogia o rivo de Oia y otras  grafías se están refiriendo a un río  y no a un territorio, por lo que el curso fluvial si sería llamado Oja desde muy antiguo.El medievalista  David Peterson por su parte coincide en este sentido con Eduardo Aznar y se muestra más crítico con la teoría de Ramírez.  Discrepa tanto en cuanto a la interpretación de algunos términos latinos que realiza este autor para justificar sus conclusiones, como de su interpretación de los textos medievales bajo los cuales intenta delimitar el espacio que para él abarcaba La Rioja primitiva. Muestra incluso referencias medievales tempranas en las cuales se distingue entre La Rioja y localidades que para Ramírez  pertenecían a esta Rioja primigenia. Para Peterson, La Rioja primitiva estaría situada en los terrenos aledaños al mismo río Oja, para después expandirse el topónimo al nombrar a un territorio mucho mayor. También señala que la primera referencia en la cual se menciona el topónimo Rioja data del año 1082, apareciendo reflejada como Rivo de Ogga y es por tanto anterior cronológicamente a otras escrituras en las que aparece con la grafía Rioga y Riogam. 

### Teorías euskéricas

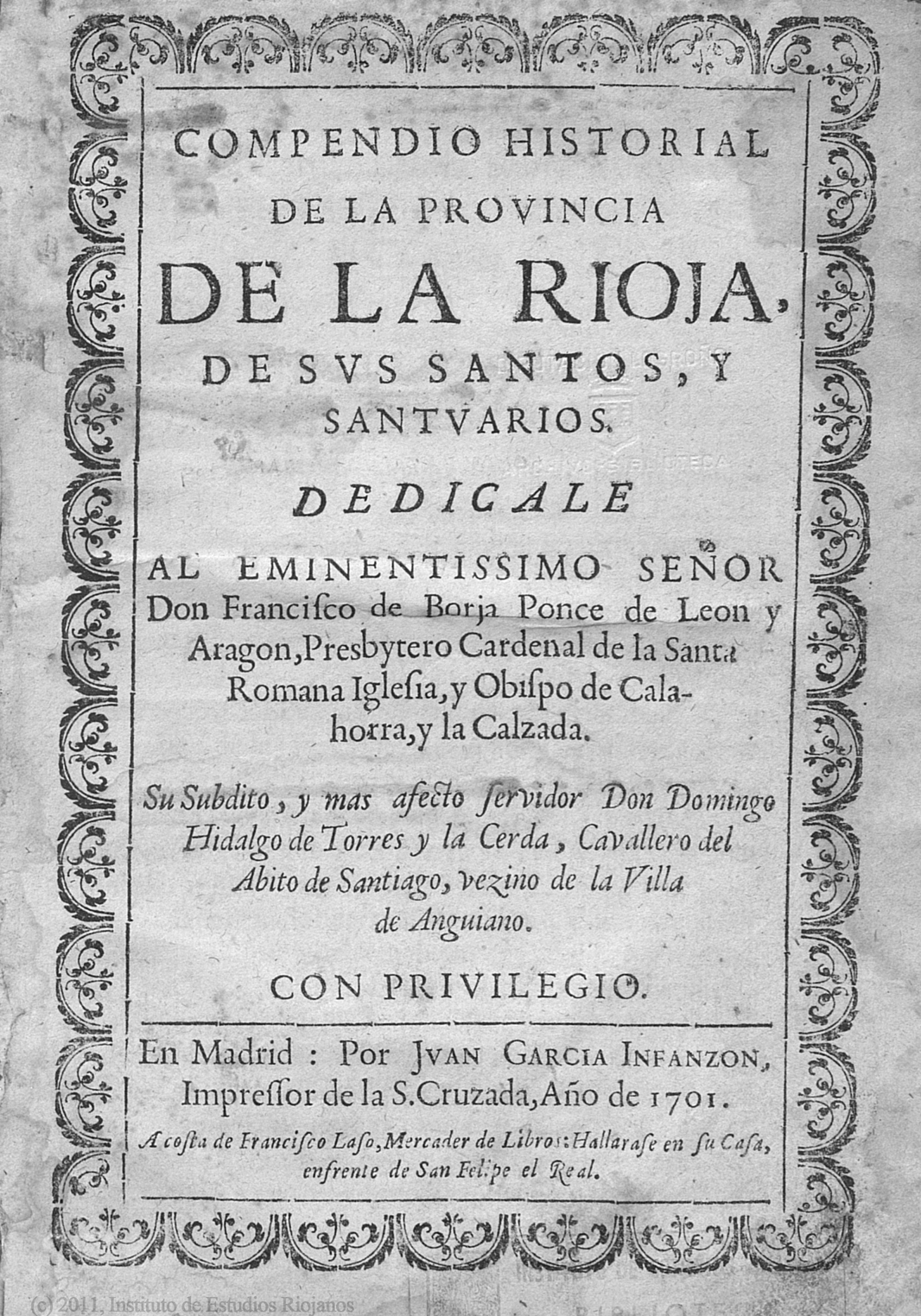
Portada del libro titulado: Compendio historial de la provincia de La Rioja, de sus santos y milagrosos santuarios. Obra de Mateo Anguiano Nieva. En él, entre otras muchas cosas, se describe una teoría sobre el origen del topónimo Rioja. Existen dos ediciones del mismo, una del año 1701 y otra del año 1704.

Existen varias teorías que atribuyen un origen etimológico en euskera. Parece ser que durante los siglos en los que pudo originarse el nombre, La Rioja se encontraba influenciada por esta lengua. Existe en la región numerosa toponimia de etimología euskérica mayor (poblaciones) y menor (riachuelos, términos, accidentes del terreno), que según Merino Urrutia solo puede deberse a que era el idioma hablado por las tribus de berones y autrigones que allí vivían.
En los años 1701 y 1704, Mateo Anguiano Nieva apuntaba varias teorías etimológicas en su libro titulado Compendio Historial de la Provincia de La Rioja. Una de ellas es la procedencia del topónimo Rioja en la unión de las palabras euskéricas erria y oguia, que significan tierra y pan, respectivamente, pronunciándose erriogia que se traduciría como 'tierra de pan'. Después de ello el autor continúa realizando disquisiciones sobre la llegada del príncipe Oco, hijo del rey Darío, a Montes de Oca, motivo por el cual, según él, los montes se llamarían de esa manera, de la que viene La Rioja.  No obstante, el investigador Merino Urrutia tras analizar estas apreciaciones afirma que carecen todas ellas de cualquier fundamento histórico y crítico.
En 1807 Manuel de Echevarría en su Diccionario  etimológico de voces provinciales  de La Rioja se inclinaba también por un origen vasco.
En 1920 Guillermo Rittwagen después de analizar la documentación medieval, apuntaba a que el río Oja habría tomado su denominación de la localidad de Ojacastro y no viceversa. También rechaza con diversos argumentos la idea de que el nombre de la región proceda del de este curso acuático, explicando que Glera es el término más arcaico para designarlo, así como que el mismo abarca solo una parte de La Rioja, por lo cual sería incongruente buscar en él su bautismo. En su lugar afirma, dado el volumen toponímico en lengua vasca de la zona, que se puede encontrar en ese idioma una etimología más verosímil. De esta manera indica que el topónimo La Rioja puede ser una corrupción de las voces vascas erri-oji u ojia cuya traducción es 'tierra o territorio o terreno de pan' puesto que los tres vocablos tienen su origen en el vasco erri que eso significa. El nombre vendría dado por la abundancia de cultivos de cereales que habría en la antigüedad.
El criterio que postulaba un origen euskerico para el topónimo lo sostuvo también Constantino Garrán, cronista de Nájera, al publicar en 1925 un artículo en el diario La Rioja posicionando el origen del nombre de la región en los antiguos vocablos de ascendencia vascuence Rivogia o Rioxa. Las afirmaciones del mencionado autor fueron criticadas a su vez por Julio Santamaría, cronista de Santo Domingo de la Calzada, en distintos textos publicados en el mismo periódico en 1926, donde negaba su origen vascuence y se inclinaba por la teória popular tradicional que encuentra el origen del topónimo en el nombre del cauce fluvial Oja.
El investigador José Juan Bautista Merino Urrutia que elaboró numerosos trabajos sobre la toponimia riojana de etimología euskérica desde el año 1931 hasta 1978, estimó en uno de ellos fechado en 1968 que procedería de la raíz vasca oia  que traduce como 'bosque' (oihan en euskera moderno), el cual por evolución originaría los términos ogga y posteriormente oja, para luego anteponer el prenombre latino rivum que significa 'río'. Esta sería por tanto una conclusión híbrida en la que se mezcla la teoría tradicional que apunta al río Oja y las euskéricas. Así lo indica tras recoger las diferentes grafías de la voz en la documentación medieval (Oia, Ogga,Ogia, Oxa etc.) y al lugar de Ojacastro (Oia Castro, Olia Castri). Otros topónimos vascos como Oyarzun, Oria o Baroja tendrían en su composición el mismo germen. Asimismo, el autor afirma que el vascuence era la lengua de los antiguos pobladores de la zona al momento de nacer el nombre del río, habida cuenta de la abundancia de toponimia en este idioma en el área, así como de la existencia de distintos documentos y hechos históricos que así lo indicarían, como la  Fazaña de Ojacastro. Por tanto Merino Urrutia señala que debe ser analizado desde la mencionada raíz lingüística.
El gastrónomo y escritor guipuzcoano José María Busca Isusi apuntó a un posible origen en la unión de las voces erri y hotza, que se traducirían como 'tierra fría'  y que habría derivado en errioxa.
El lingüista y experto en estos temas Benito Izquierdo rechazó otras teorías anteriores, tanto las que para él son las más vulgares al encontrar el origen etimológico en el río Oja como las más complejas, que lo buscan en términos como Erriogía. Además de esto aportó una nueva que daba como origen la palabra vasca arrioxa, la cual se traduce como 'mucha piedra', sinónima de Glera, que es el nombre que antiguamente recibía el río Oja.

### Río de lecho fluvial,rivo Ohia
Una teoría más actual es la del investigador Eduardo Aznar Martínez, la cual es planteada en sus trabajos sobre el euskera en La Rioja en la antigüedad, publicados entre los años 2010 y 2017.

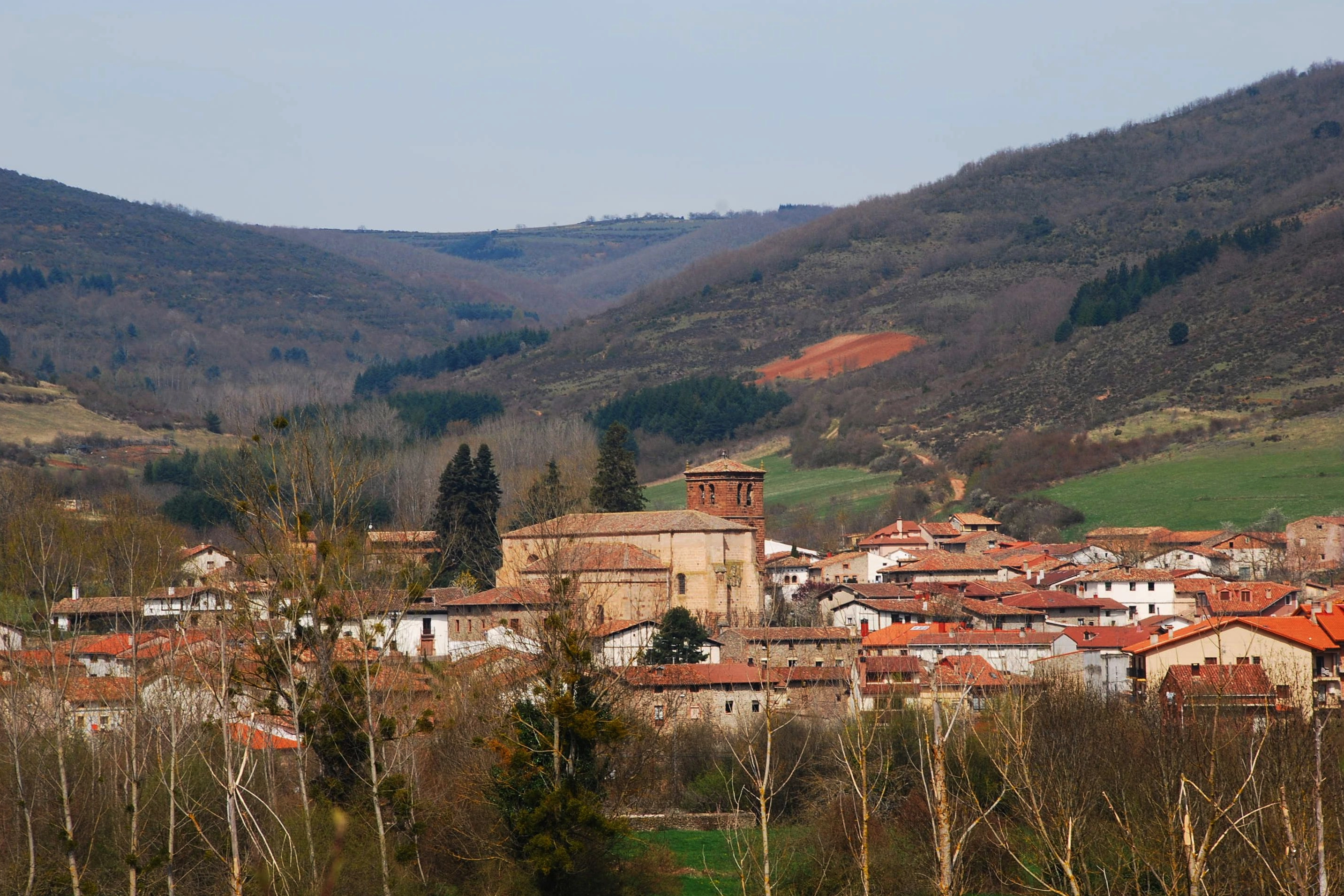
Municipio de Ojacastro en la actualidad.

El experto comienza su planteamiento intentando probar que desde épocas muy primitivas el cauce fluvial que hoy denominamos Oja ya se llamaba así, en contra de los argumentos aportados por otros autores, los cuales defienden la idea de que en el siglo XI, –momento en el cual apareció escrito el topónimo Rioja– el río no recibía ese nombre, sino Glera, Illera o llera. Para ello realiza un análisis de la documentación medieval razonando que en varios textos se hace alusión a un curso fluvial llamado de esa forma con diferentes grafías, apareciendo como rivo de Ogga en 1082, flumminis Oggensis en 1087, riuo de Oiha en 1120, rivum de Oia en 1120, rivo Ogia en 1121, rivo de Oia en 1122 y 1133 y rio d’Oia en 1183 y 1198, así como también existe una escritura del año 1275 donde se dice textualmente «rio de Oia que dizen la Glera», lo cual indica que las denominaciones del río Oja y Glera convivían al mismo tiempo. A su vez destaca la aparición de menciones al municipio de Ojacastro escrito Olia Castri en los años 1045 y 1056 y como Oia Castro en 1074. Dada la localización del mismo en las riveras del Oja, entiende que el primer componente del término no es otro que el del río y por lo tanto, ya recibía esa denominación desde antiguo. El colocar el nombre del curso acuático que baña a una localidad junto al suyo, es algo que se hace hoy en día para diferenciar a unos municipios de otros con la misma denominación. Sucede, por ejemplo, con Cervera del río Alhama o Albelda de Iregua. Esto ocurriría también con Ojacastro, puesto que entonces la palabra Castro sería muy frecuente para designar a multitud de lugares. Deduce también que el topónimo de la localidad procede del vascuence, dado que su construcción está realizada a la inversa del castellano en la forma Oja-Castro y no Castro del Oja o Castro-Oja, algo que es propio del euskera. Señala además la probada presencia en el medievo de esta lengua en el municipio. El componente Castro sería un préstamo romance. Algo similar sucede al analizar la denominación del despoblado Ajugarte, que aparece en los escritos medievales como Oggobarte u Oggabarte en 1087 y años posteriores. El topónimo habría derivado del euskera oiha-ubarte, que significa 'entre aguas del Oja, isla fluvial del Oja'. Este detalle refuerza la idea de que Oja era el nombre del río en aquella época. Otro topónimo euskérico perteneciente a un rincón de Villalobar que aparece en el Becerro de Santo Domingo del año 1380 como Val de Oiaco Harana, traduciendose como 'el valle u hondonada del Oja ', indicaría que la población vascófona de la zona era la que llamaba así al valle del río y que por lo tanto el origen del nombre del cauce fluvial es incuestionablemente euskérico. Este apelativo conviviría con el término romance de Glera, que también se utilizaría para nombrarlo, al igual que sucedió en otros muchos casos. Por ejemplo en Fresneda de la Sierra, cuya denominación osciló en los primeros documentos entre Lizárraga (de Lizar, igual a fresno) y Fresneda hasta decantarse por el actual a raíz de la influencia castellana.
A partir de este razonamiento, indica que el nombre procedería de la contracción del término latino río Rivum con Oja, palabra esta última que vendría del término euskérico Ohia que traduce como 'cama' y por extensión 'lecho' o 'lecho fluvial'. Lo cual entraría en concordancia con el significado del término Glera, que es cascajo del lecho de un río, nombre dado también a este curso acuático. Por tanto nos encontramos ante una tautología, es decir, la repetición de la misma idea en dos idiomas diferentes, algo frecuente en la toponimia. En cuanto a la evolución del término, la multitud de grafías con las que aparece la denominación del cauce plantea dudas acerca de cual pudiera ser su primitiva pronunciación exacta, pero se puede pensar que la -i- de Ohia sufriría un proceso de velarización hasta producir un sonido parecido a la -x- que sería adaptada por la fonética romance como -j- dando lugar al término Oja como hoy lo conocemos. Este topónimo, tendría diversos paralelos lingüísticos euskéricos que encontrariamos en la casa Ohié de Garraibie (Zuberoa) o Oya en la zona de Yesa (Navarra). En cuanto al artículo 'la' que antecede al nombre de Rioja, ocurriría que en la Edad Media existió una entidad administrativa llamada La Merindad de Rioja desde al menos el año 1191. Con el paso del tiempo el término se simplificó para acabar en la expresión actual de La Rioja. También Aznar Martínez cree que el concepto Rioja se fue extendiendo en la Edad Media desde la zona que primero se llamó así hasta cubrir todo el territorio que hoy en día conocemos como tal debido a diversas circunstancias políticas, territoriales y sociales acaecidas en la antigüedad.
El autor J.M. de Sansinenea publicó un artículo en el año 1968 ubicado en el boletín de la Real Sociedad Vascongada de Amigos del País, en el cual sugirió también tímidamente que el término Oja procedía del euskera, 'cama'. Esta conclusión a la que llegó de manera independiente, coincide con la de Eduardo Aznar Martínez.

### Otras teorías
La teoría más fantástica es la que realiza José González de Tejada en su libro publicado en el año 1702 titulado Historia de Santo Domingo de la Calzada, el Abraham de La Rioja en el que explica que el nombre La Rioja derivaría del que supone tenía antes la región que era Ruconia, el cual degeneraría en Rivoja. En realidad, las fuentes medievales visigóticas al hablarnos de las campañas realizadas por los reyes visigodos contra los rucones, más que contra los riojanos serían contra los habitantes del valle del Roncal.
El fraile Mateo Anguiano en su Compendio historial de la provincia de La Rioja del año 1701, además de su teoría euskérica sobre el origen del topónimo Rioja, desarrollaba otras  como que pudiera provenir de rivossa  proveniente del término latino rivus, por lo mucho que abundan los arroyos o bien de Roxa, similar a la palabra rojo, por ser ese el color de La Rioja.
El investigador de la historia del lenguaje Enrique Cabrejas en un artículo publicado en el año 2017, señala que el nombre del topónimo Rioja lo dieron los celtíberos, en concreto los cario y vendría a significar en su lengua 'La Hija del Río'.

## Otras denominaciones
Para nombrar zonas de La Rioja no bien precisadas o a toda ella, se usaron diferentes términos. Justiniano García Prado recoge las siguientes: Beronia, Ruconia, Cantabria, Celtiberia, Carpentania y Meltria, así como Casimiro de Govantes recoge además la de Veled Assikia.
- Beronia: era como se conocía al territorio que ocupaba el pueblo prerromano de los berones, que habitó la mayor parte de La Rioja.
- Ruconia o Ruconiae: durante un tiempo se pensó que el pueblo de los rucones mencionados en la historia goda correspondía a los hoy llamados riojanos, pero Miguel Cortés y López, en su Diccionario Histórico Geográfico de España, indica convencido de que los Rucones se habrían ubicado en el Valle de Roncal.[39]
- Celtiberia: parte del actual territorio riojano quedó dentro de la zona que los romanos denominaban Celtiberia.
- Meltria: Sancho el Mayor organizó el reino de Pamplona en tenencias, poniendo en cada una de ellas a un hombre de confianza. Cerca de 1015 creó una llamada Meltria de la que se desconoce su ubicación exacta, pero se estima que se hallaría en la comarca Iregua-Leza.[57]
- Veled Assikia: Nombre dado por los árabes a La Rioja, significa tierra de regadíos o tierra de acequias.[56]

## El topónimo «La Rioja» en América
A raíz de la Conquista de América por el Imperio español, el nombre «La Rioja» fue utilizado para denominar diversos lugares en el llamado Nuevo Mundo, los cuales fueron poblados o nominados en su mayoría por riojanos de origen español. Debido a ello se puede encontrar también en Argentina, Chile, Cuba y Perú.

### En Argentina

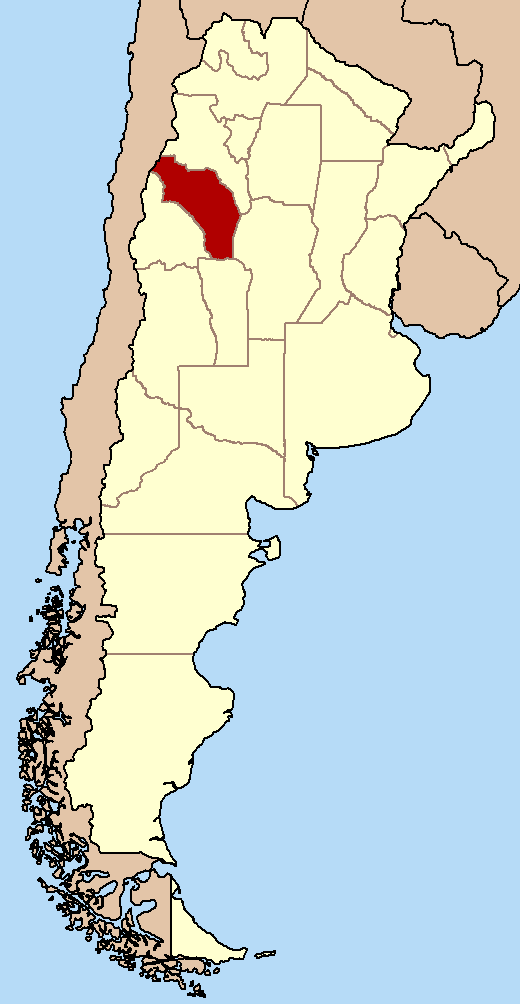
Localización de la provincia de La Rioja en Argentina.

El 20 de mayo de 1591, el riojano español Juan Ramírez de Velasco, por entonces gobernador del Tucumán, una amplia región que abarcaba todo el noroeste de la actual Argentina, fundó la ciudad de Todos los Santos de la Nueva Rioja, al pie de las primeras estribaciones de la cordillera de los Andes. Con el tiempo, la ciudad fue conocida simplemente como La Rioja y dio nombre a una amplia región a su alrededor que fue adquiriendo creciente autonomía, hasta organizarse como Provincia de La Rioja en 1814 y ser una de las catorce provincias fundadoras de la Argentina.
Además del propio Juan Raimrez de Velasco, natural de la localidad riojana española de Estollo, hubo 51 españoles en la fundación de la ciudad. Algunos de ellos se sabe que también procedían de La Rioja española como Juan Ramírez de Montalbo, presunto sobrino del fundador y oriundo de Logroño. La razón por la cual eligió el nombre de su región de procedencia para bautizar a la nueva ciudad, la explicó en una carta escrita el 20 de julio de 1591 dirigida a Felipe II, la cual dice así:

Y después de haber descubierto más de cincuenta leguas de largo y treinta de ancho, y hallado un asiento cual podía desear, a la ribera de un río que sale de Famatina..... fundé y poblé en nombre de Vuestra Majestad la ciudad de  Todos los Santos de la Nueva Rioja , por cumplir con todos y haberlos tomado por intercesores, y con licencia de vuestra majestad, e cumplir con mi patria (La Rioja). En la cual (ciudad) descubrí al parecer de diez a doce mil indios, gente gallarda y bien vestida, con los cuales y con otros tiene la provincia....,hice en nombre de Vuestra Majestad cincuenta y seis encomiendas, y dejo hecho un fuerte cual conviene para la defensa de cincuenta y un españoles y dejé en él proveidos de armas y municiones y bastimentos.
Juan Ramírez de Velasco, Carta a Felipe II, 20 de julio de 1591

Otro riojano español, Pedro del Castillo, fundó el 2 de marzo de 1561 la ciudad de Mendoza, denominándola Ciudad de Mendoza del Nuevo Valle de La Rioja, en un valle al que llamó Nuevo Valle de La Rioja.

### En Chile
En Chile existe un poblado llamado La Rioja situado cerca de Antofagasta, entre Baquedano y Deseada.

### En Cuba
En Cuba se denominó La Rioja a un pueblo y por extensión a un barrio ubicado en el municipio de Holguín, capital de la Provincia de Holguín.
También en Cuba existe un río llamado Rioja que nace en el monte Iguaru y desemboca en El Salado, tributario a su vez del río Cauto que vierte sus aguas al golfo de Guacanayaba, al sur de la isla.

### En Perú
En Perú el 22 de septiembre de 1772, Félix de la Rosa Reategui y Gaviria fundó la ciudad de Santo Toribio de la Nueva Rioja sobre caserío indígena de Uquihua, que adquirió con el paso del tiempo el nombre de Rioja, a veces identificada como Rioja Perú y también conocida como "la ciudad de los sombreros". En 1935, se creó la Provincia de Rioja, designándose a la ciudad de Rioja como su capital, e incluyendo como uno de sus distritos al Distrito de Rioja. La ciudad peruana recibiría su nombre debido a la solicitud de uno de sus fundadores, el riojano español don Juan José Martínez de Pinillos y Larios, nacido en Nestares.

## El topónimo «La Rioja» en España

### En la comunidad autónoma de La Rioja

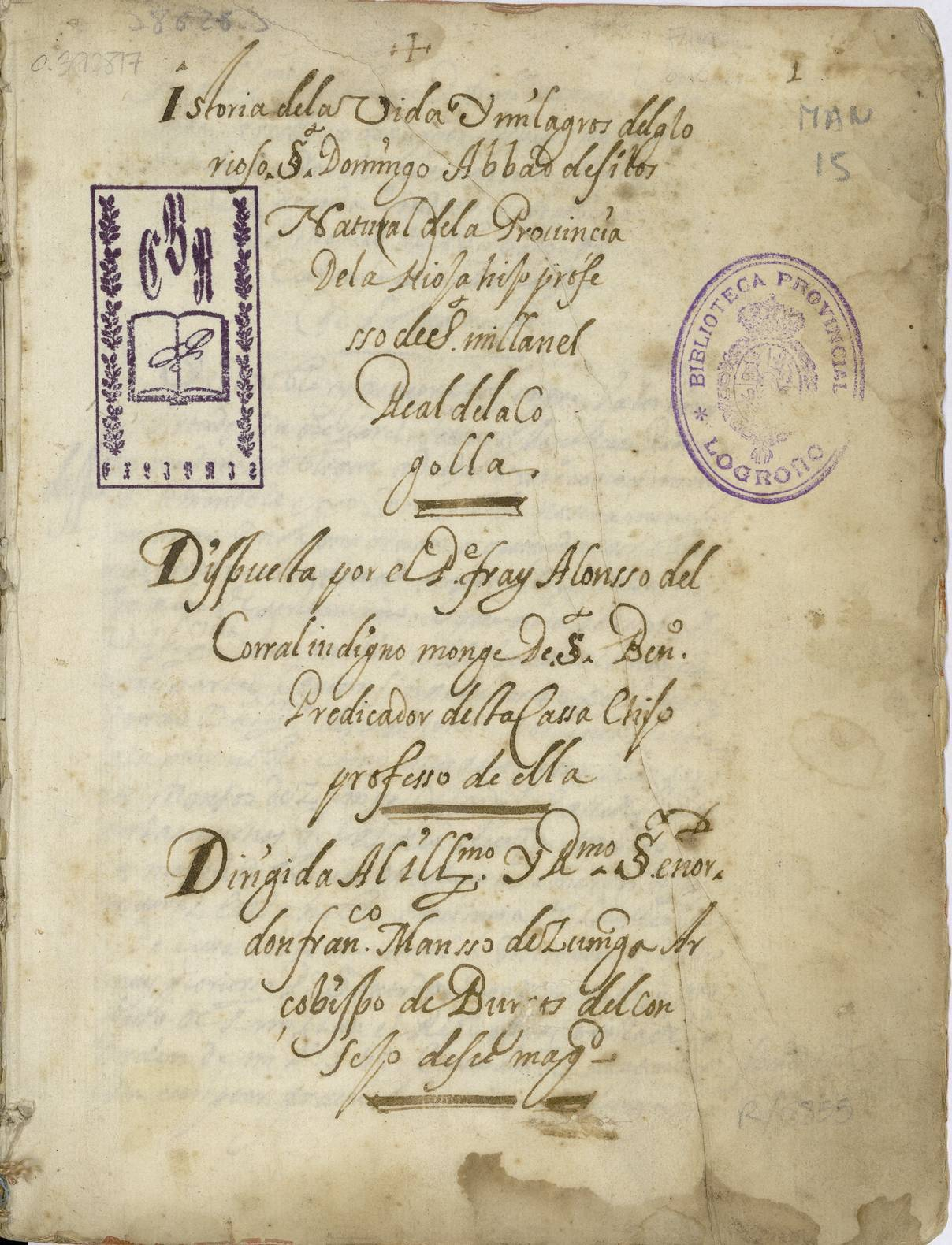
Portada manuscrita del año 1649 del libro titulado Istoria de la vida y milagros del glorioso S[ant]o Domingo, abbad de Silos, natural de la pronvicia de la Rioja, obra de Alonso del Corral.

La existencia de una región llamada La Rioja viene reflejada en la documentación desde el siglo XI. Si bien este término en sus orígenes designaba el espacio entre las cuencas de los ríos Oja y Tirón, dicho nombre se iría extendiendo paulatinamente a lo largo de la Edad Media, al ser utilizado para denominar a un territorio cada vez mayor, hasta conocerse de esta manera a todo el espacio que abarca el nacimiento, curso y fin de siete valles y siete ríos tributarios del Ebro (Tirón, Oja, Najerilla,  Iregua, Leza, Cidacos y Alhama) que va desde el Tirón por el oeste hasta el Alhama por el este, cubriendo los límites actuales. Sus habitantes se llamaban riojanos y así eran conocidos. La Rioja aparece mencionada multitud de veces en la documentación antigua desde el siglo XI y se representa en la cartografía desde el siglo XVII. La Rioja sería entonces el nombre dado a una realidad regional popular (geográfica, cultural, histórica, natural) aunque carente de entidad administrativa.
En 1701 el fraile Mateo Anguiano la describe en su libro  Compendio historial de la provincia de La Rioja de la siguiente manera: «Divídese  la  Rioja  en  alta  y  baja,  la  alta comienza desde Villafranca de Montes de Oca hasta Logroño y la baja desde Logroño a  Agreda  y  casi  toda  la  atraviesa  a  lo  largo  el  Río  Ebro (...) todas  las  poblaciones  que  se  contienen  en  dicha  demarcación  son pertenecientes  a  dicha  Provincia,  y  sus  naturales  son,  y  se  llaman  Riojanos  en  estos tiempos (...) La Provincia de la Rioja linda inmediatamente con los Reynos de Navarra y de Aragón, con las Provincias de Alaba y la Bureba, con tierras de Burgos y de Soria». En 1769 Tomás López realiza el primer mapa de La Rioja como región natural, ya que aún no es provincia. En 1790 se aprueba la creación de la Real Sociedad Económica de La Rioja, que se constituyó en Fuenmayor y  la cual era una de las sociedades de amigos del país fundadas en España durante la ilustración. Esta institución tenía inicialmente objetivos de carácter económico, sin embargo en sus estatutos fundacionales ya se aprecian unas claras intenciones de carácter político para La Rioja, al utilizar términos como «País Riojano», que más tarde se traducirían en la solicitud por parte de la misma de constitución de un marco administrativo para la región. No obstante, la primera demanda oficial que busca  dotar a La Rioja de un marco político-administrativo  la emite en 1808 el ayuntamiento de Logroño en plena guerra de la independencia. En sus propias palabras solicitan que esta ciudad  «junto con todos los Pueblos de la Rioja forme una intendencia separada».
En 1808, durante la guerra de la independencia, se constituyó la Junta de la Comisión de Armamento e Insurrección General de  La  Rioja, que agrupaba a todas las guerrillas riojanas y la cual tenía su sede en Soto de Cameros. Estaba circunscrita, según indica un  texto de la época, al espacio «comprendido desde el río Tirón hasta el Alhama con inclusión de la ciudad de Alfaro y todas las serrranias cuyas aguas corren al Ebro»,  frase donde se aprecia una clara referencia a los siete cauces fluvuales que delimitan La Rioja. La mencionada junta fue disuelta en 1811 y el 8 de diciembre de 1812, un año después de ello, se instaló una reunión de representantes de pueblos riojanos en la localidad de Santa Coloma, conocida como Convención de Santa Coloma, donde se envió un documento al Consejo Supremo de Regencia solicitando la institucionalización de La Rioja como provincia española. El mismo dice así: «A  V.M.  suplican, que, siguiendo el sistema de hacer felices a sus  hijos, dispense a los Riojanos la gracia de que esta  Provincia se repute por tal,  según la demarcación antigua, y que cesando todas las distribuciones posteriores, se gobierne por sí...».

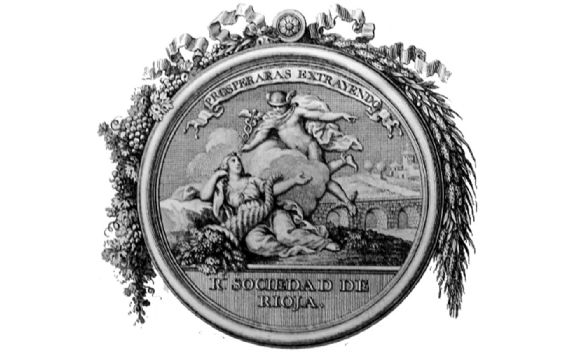
Emblema de la Real Sociedad Económica de La Rioja, año 1790

En 1813, Don Antonio Norberto Fernadez de Navarrete, escribió una carta solicitando que a La Rioja se la dotara de un marco administrativo provincial titulada Discurso sobre la necesidad, utilidad y ventajas que resultarían a la Rioja y al Estado, en su erección a Provincia Política de la Monarquía, e independiente de las demás. En ella argumentaba criterios tanto geográficos como históricos, así como de diferencias de carácter y costumbres entre los riojanos y los habitantes de los territorios que la circundan. Una frase de la misma dice así: «Pero un soriano, un burgalés y un alavés se parecen a un riojano como un escandinavo a un andaluz....»
La constitución de 1812 planteaba reformar la división territorial administrativa de España. Así pues se comienza a diseñar el nuevo mapa político del país, tarea la cual terminada la guerra de la independencia, queda en pausa hasta el levantamiento militar del General de Riego en 1820 y que da comienzo al Trienio Liberal, donde nuevamente se vuelve a plantear. Es entonces cuando en 1820 la Real Sociedad Económica de La Rioja  publica un documento titulado Exposición de las razones que la Sociedad Riojana y los Comisionados por los pueblos de  su  distrito  presentan  al  Congreso  Nacional  en  apoyo  de  su  solicitud  para  que  en  la Rioja se forme una Provincia separada e independiente con el objetivo de lograr erigir a La Rioja en provincia. Ese mismo año el ilustre Martín Fernández de Navarrete escribe una carta con el mismo fin en la cual dice «suplicar a V.M. se digne conceder a la ilustre y fecunda Rioja el título de Provincia independiente».
Tantas reivindicaciones de los riojanos al final dan sus frutos, de manera que La Rioja aparece en 1821 en el informe de Bauzá y Larramendi que dividía España en 47 gobiernos políticos. En él se describe en sus propias palabras que «la Rioja, país cerrado naturalmente por la gran cordillera de montes, llamados Iduvedas al Sur y por los de Oca al poniente, (...) con siete ríos que nacen y mueren dentro de ella (...) circunstancias todas a cuál más propias, para formar provincia.....». En cuanto a su nombre, el 19 de junio de ese mismo año, se lee el dictamen de la Comisión de División del Territorio Español que dice así :«La comisión ha creído que debe conservarse a esta provincia el nombre que tiene  ya muy de antiguo, y señalársele por capital a Logroño, que por su población, situación y otras ventajas parece ser el pueblo más a propósito para ello». Unos meses más tarde, el 15 de octubre,  las cortes responden afirmativamente a las demandas riojanas, de tal manera que la erección de La Rioja en provincia es aprobada. Un oficio llegado desde Madrid a Logroño dando cuenta de ello dice así: «En la sesión de Cortes celebrada este día se ha declarado a la Rioja por provincia independiente bajo la denominación de provincia  de Logroño y por capital a esta Ciudad», si bien finalmente el decreto de división provincial es firmado 30 de enero de 1822 por Fernando VII. En cuanto al nombre dado a la provincia,  aunque en todos los debates y trabajos que se desarrollaron en sede parlamentaria en 1813 y 1814 – pero especialmente en 1820 y 1821– siempre se habló de provincia de La Rioja o de La Rioja, puesto que los criterios históricos prevalecieron en un principio para designar a las nuevas provincias españolas, finalmente no pudo conservar su nombre histórico de La Rioja, ya que los debates en cortes de 1821 optaron por una unificación terminológica, dando a todas las circunscripciones los nombres de sus capitales, excepto a las cuatro forales (Guipúzcoa, Vizcaya, Alava y Navarra). Por este motivo se le dio el de Logroño, eliminando la denominación tradicional del territorio. Según indica el historiador Francisco Bermejo, la opción de otorgar a las provincias los nombres de sus capitales con la consecuente supresión de los nombres tradicionales de algunos territorios como La Rioja se debió a un conflicto nominal entre las provincias de Huesca, Teruel y Zaragoza, ya que esta última había solicitado llamarse Aragón, lo que supuso una reacción contraria de las otras dos circunscripciones, con lo cual para acabar con el problema se optó por dar a la mayoría de ellas los nombres de sus sedes administrativas. Sin embargo, la provincia quedó anulada en 1823 tras la entrada en España de las tropas del Duque de Angulema, los conocidos como  Cien Mil hijos de San Luis, lo que conllevó la derogación por parte de Fernando VII de todas las disposiciones liberales y la vuelta al absolutismo, incluida la división provincial, quedando otra vez La Rioja sin provincia.

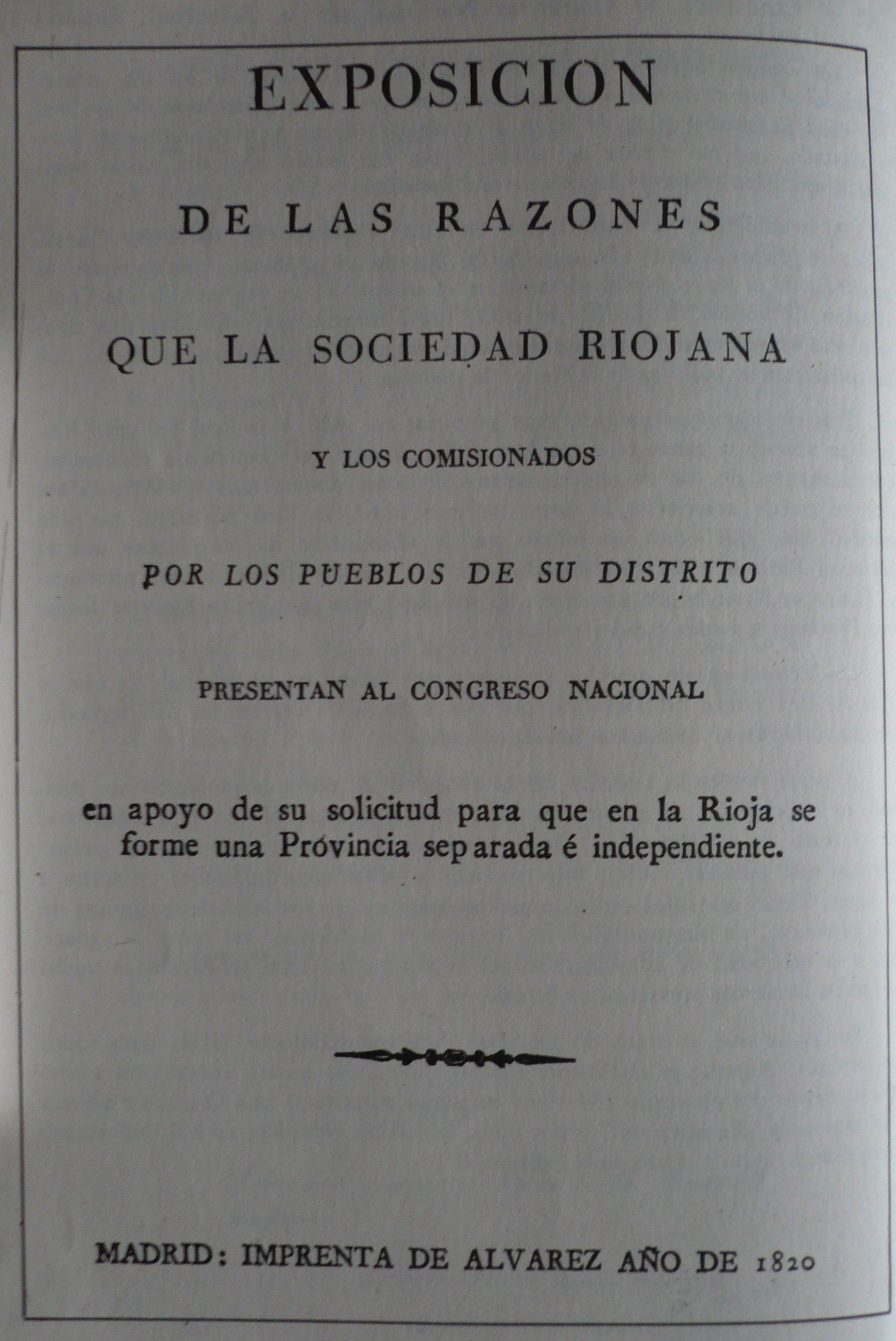
Portada del documento enviado por la Sociedad Riojana de amigos del país al congreso nacional solicitando que en La Rioja se forme una provincia separada e independiente, año 1820.

En el año 1827 Sebastián Miñano publica su Diccionario Geográfico Estadístico de España y Portugal en el cual va repasando alfabéticamente cada pueblo, ciudad o territorio. En el tomo VII aparece un apartado dedicado a La Rioja en el cual tras delimitarla dice: «En estos cuatro límites está el nacimiento curso y fin de los siete ríos cuyos orígenes y formación distiguirán eternamente al territorio de la Rioja de todas las otras provincias españolas ..... » y razona:  «Es pues uno de los distritos más proporcionados  por la naturaleza para formar provincia separada con gobierno y administración propia».
En 1826 se diseña nuevamente un proyecto de división provincial en 49 circunscripciones, que quedó en suspenso y sin ningún cambio hasta 1829. Este tenía como característica más significativa la recuperación de las denominaciones históricas de Asturias, La Rioja y la Mancha, así como los de las cuatro provincias forales. Sin embargo, en algún momento de la tramitación del proyecto se decidió suprimir los nombres tradicionales de Asturias, La Rioja y la Mancha, que adoptarían las denominaciones de sus capitales, conservando únicamente los de las provincias vascas, Navarra y los archipiélagos.  Debido a ello, en 1833 con la  muerte de Fernando VII, se aprueba nuevamente una división provincial y por lo tanto se reinstaura la provincia riojana, aunque recibiendo el nombre de Logroño y perdiendo algunos territorios que pasan a las provincias vecinas. Cuando Javier de Burgos, encargado de impulsar la división territorial administrativa española, accedió al ministerio de Fomento, el plan de división en 49 provincias que sería aprobado en 1833 estaba casi acabado. El único cambio que al parecer introdujo en este ámbito fue la supresión del nombre de La Rioja y la sustitución por el de su capital, quedando finalmente con el nombre de provincia de Logroño.
A pesar de la eliminación del nombre tradicional de La Rioja y su sustitución por el de la capital provincial, este nunca llegó a perderse, de tal manera que continuó siendo utilizado por sus propios habitantes que distinguían entre Logroño –que era la capital– de Rioja, el conjunto del territorio. Incluso instituciones y medios de comunicación provinciales llevaban el nombre de La Rioja o su gentilicio y no el de Logroño, como el periódico La Rioja (1889), el Diario de La Rioja (1900), el Ateneo Riojano (1922) o el Instituto de Estudios Riojanos (1946). En 1846 Ángel Casimiro de Govantes edita su libro titulado Diccionario Geográfico-Histórico de España, por la Real Academia de la Historia. Sección II. Comprende La Rioja o toda la provincia de Logroño y algunos pueblos de la de Burgos, donde ya en el propio título expresa lo que se entiende por Rioja. En 1869 Waldo Giménez Romera publica su Crónica de la provincia de Logroño dentro de la Crónica General de España donde dice sobre la provincia que es «lo que se conoce comunménte con el nombre de la Rioja». En 1873 Salustiano Olózaga escribe un artículo titulado La mujer de Logroño. La Riojana que aparecería dentro de los volúmenes generales sobre «Las mujeres españolas, portuguesas y americanas» que se publicaban en España por aquellas fechas y en el que apostillaba que con él se refería no a las logroñesas en particular sino en general a todas las riojanas.
Hasta la llegada de la transición hubo dos intentos de cambiar el nombre oficial de la provincia de Logroño por el de La Rioja, que era utilizado popularmente. El primero tiene  lugar en 1929, por iniciativa de Diego Ochagavía, entonces secretario de la cámara de comercio y el otro tiene lugar durante la segunda república, de la mano del partido político Acción Riojana en 1931. No obstante, también hubo diversas reivindicaciones del mismo a través de los medios de comunicación riojanos. De esta manera, en 1967 el abogado Santiago Coello Cuadrado escribe dos artículos en el periódico Nueva Rioja quejándose de la eliminación del mismo durante la división provincial de 1833, que acabó otorgando el nombre de Logroño a todo el territorio y eliminando el histórico de Rioja. También en 1971 José María Lope Toledo director del mencionado periódico escribe un artículo titulado La Rioja. Una Lanza por la denominación en la que se plantea en sus palabras: «¿Porque nuestra provincia no se llama LA RIOJA, por su nombre auténtico, como se ha venido llamando secularmente?» Al mismo contestaron historiadores como Merino Urrutia, Alfredo Gil del Río o Luis Gato, mostrando una opinión favorable. También el nombre de La Rioja fue reivindicado en una reunión nacional del Partido Carlista, entonces ilegalizado, celebrada en 1968 en el monasterio de Valvanera, lugar donde se venera a la patrona de La Rioja.
Con la llegada de la transición española y el inicio de la democracia, se volverá a reivindicar el nombre de La Rioja, demanda que provendrá primero de la sociedad civil de la provincia. De esta manera mucha gente comienza a escribir artículos y cartas al director a los periódicos locales preguntándose: «¿Cómo es posible que nuestra provincia no se llame La Rioja si todos la llamamos así?».  Jesús Victoriano escribió una de ellas al diario Nueva Rioja expresando ese pensamiento común de la siguiente manera: «... para borrar su propia idiosincrasia [la de La Rioja] se borro oficialmente su nombre histórico y se creó un "Logroño"  que solo a los logroñeses representa... ojalá sea el Rey quien, en su deseosa visita a La Rioja, nos llamara e hiciera llamarnos por nuestro propio nombre:  RIOJANOS. Nos sentiríamos tan agradecidos como los catalanes y gallegos al hablarles en su propia lengua». En 1976 el mencionado periódico realizó una encuesta entre la población de la provincia preguntando si «Se debe cambiar el nombre de la provincia. ¿Logroño o Rioja?». También preguntaba si los riojanos poseían una personalidad diferente a los vascos, aragoneses o castellanos .  La gran mayoría de las personas consultadas apostaban por el cambio de nombre, únicamente se mostraba contrario el alcalde de la capital. Asimismo, la mayoría de encuestados dijeron que La Rioja poseía una personalidad única y diferente a la de las regiones circundantes.

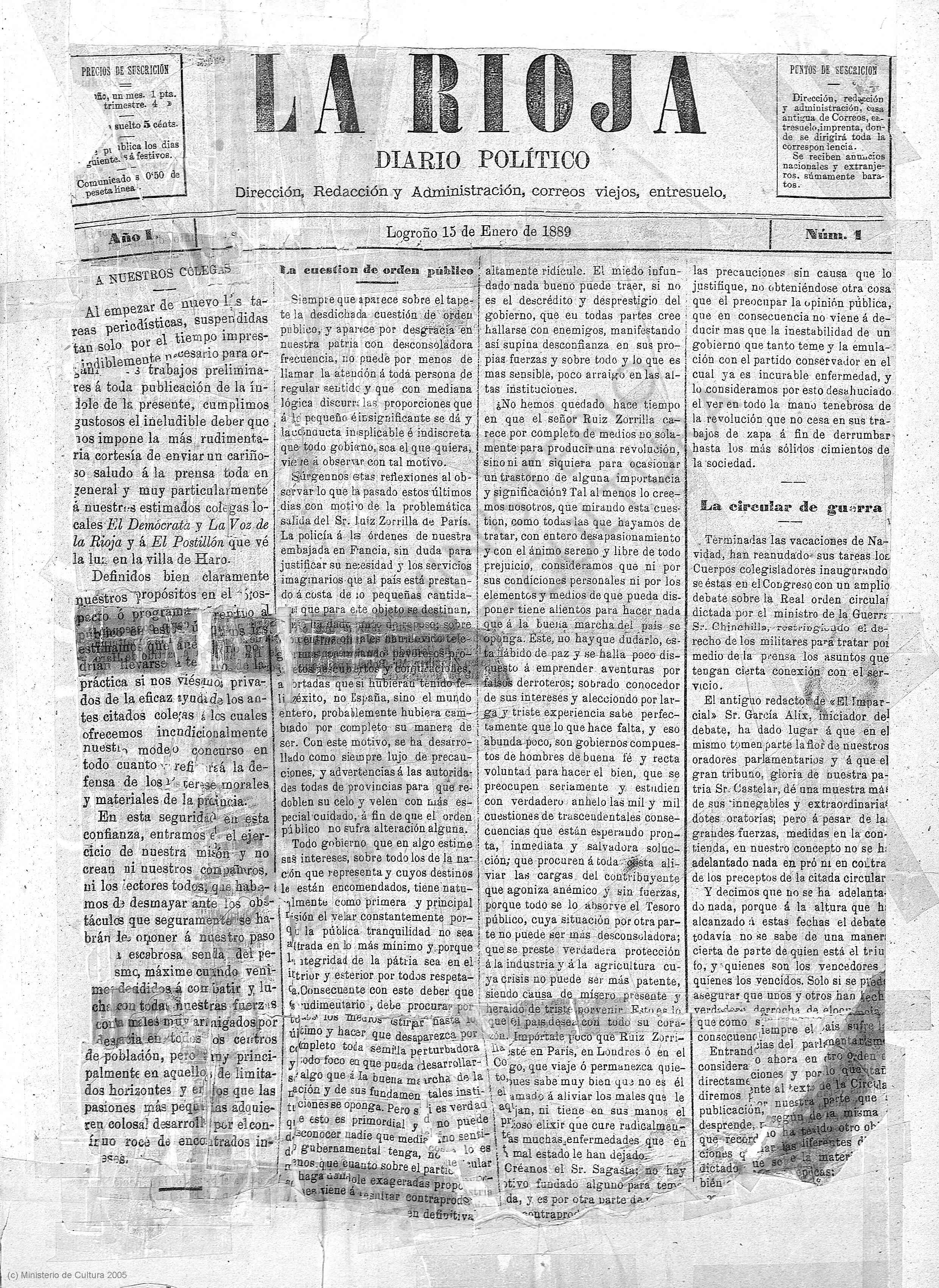
Primer número del periódico regional La Rioja, año 1889. En 1938, durante la Guerra Civil española, Franco decretaría su fusión con el otro diario de la provincia llamado Diario de La Rioja (1900) y cambiaría su nombre a Nueva Rioja. En 1981 volvería a denominarse nuevamente La Rioja.

Poco a poco los políticos se fueron haciendo eco de las reivindicaciones populares, las cuales demandaban cambiar el nombre de la provincia. De esta manera, en 1977 el presidente de la diputación Julio Luis Fernández Sevilla  tras consultar al cronista oficial de la provincia y a las asociaciones civiles que demandaban la modificación, organizó un debate sobre el tema con todos los parlamentarios y diputados provinciales. En él se acordó por unanimidad dos puntos:  El primero según sus palabras fue: «Una petición al gobierno para que esta tierra, de una vez,  se llame por su nombre histórico: Rioja, reservando la denominación de Logroño exclusivamente para la capital».  El inicio de los trámites para el cambio de nombre se acordó en un pleno celebrado el 22 de julio de ese mismo año.
Iniciados los trámites legales, no existía entonces ninguna ley relativa al cambio de denominación de las provincias, así que tuvo que emplearse otra sobre la modificación de nombre de los municipios. Dicha norma requería entre otras cosas un informe, estudio histórico y dictamen favorable de la Real Academia de la Historia. Así pues, conforme a ella, el gobierno civil a instancias del ministerio del interior, solicitó un informe y dictamen de cuatro instituciones académicas que fueron el Instituto de Estudios Riojanos, la Sociedad Geográfica, el Servicio Provincial de Inspección y Asesoramiento de Corporaciones Locales  y la mencionada  Real Academia de la Historia. Todas ellas fueron favorables al cambio, únicamente el de la Sociedad Geográfica quedó en tablas al solicitar una comisión científica que nunca llegó a formarse. Las provincias de Santander y Oviedo siguieron el mismo procedimiento para la modificación de su denominación. Finalmente, tras cumplir los requerimientos, el 12 de septiembre de 1980 el Congreso de los Diputados aprobaba la proposición de Ley del Senado por la que la provincia de Logroño pasaba a denominarse Provincia de La Rioja. El día 15 de noviembre de 1980 era promulgada la ley 57/1980 sobre el cambio de nombre. De esta manera la provincia recuperaba su nombre histórico de La Rioja, el cual  se había podido leer tantas veces en la documentación desde la época  medieval. Dos años después de ello, en 1982, se aprobaba su estatuto de autonomía de manera que se constituía como tal dotándose del correspondiente autogobierno.

### En la provincia de Álava
En la provincia de Álava existe una comarca sita al sur de la misma y conformada por 23 pueblos, ubicada geográficamente entre la sierra de Cantabria y el río Ebro, la cual recibe el nombre de Rioja Alavesa o cuadrilla de Laguardia.
En época medieval este territorio no se denominaba por el nombre que se le da en la actualidad, sino que por el contrario se englobaba bajo el término de Sonsierra de Navarra, constituyendo la mayor parte de la misma. Es a partir de la Edad Moderna cuando el nombre de Rioja –proveniente y originario de la margen opuesta del río Ebro– se extiende por esta zona y comienza a designar al espacio bajo este apelativo. Fueron especialmente las vinculaciones sociales de ambas orillas del Ebro las que generaron la expansión toponímica.
El documento más antiguo encontrado en el que aparece el término compuesto de Rioja Alavesa, data del siglo XVIII, y se trata del mapa titulado mapa de La Rioja dividida en Alta y Baja con la parte de la Sonsierra que llaman comunmente  Rioja Alavesa, de Tomás López, del año 1769. Inmediatamente posterior a este, aparece en el título de otro documento publicado por la Real Sociedad Bascongada de Amigos del País, denominado Estado de la Rioja Alavesa, del año 1771 y redactado por Félix María Sánchez de Samaniego, natural de la zona, que no le otorga ese título ni tampoco refleja el topónimo compuesto en ninguna parte del mismo. En cualquier caso, de los textos antiguos se deduce que el nombre Rioja Alavesa en esta época es aún minoritario, para irse posteriormente reafirmando y acabar sustituyendo casi completamente al término de Sonsierra.
El término Rioja Alavesa aparece también en otros documentos como por ejemplo en el  Diccionario Geográfico-histórico de España por Real Academia de la Historia. Sección I, que comprende el Reyno de Navarra, Señorío de Vizcaya y Provincias de Álava y Guipúzcoa del año 1802 o en el Diccionario geográfico-estadístico-histórico de España y sus posesiones de Ultramar publicado entre los años 1845 y 1850 por Pascual Madoz, en el cual hablando sobre las cosechas de la provincia de Álava señala que «la de aceite es mediana en la Rioja alavesa, único punto en el que se coje este fruto».

### En la provincia de Almería
En la provincia de Almería existe un pueblo llamado Rioja al término de Pechina. Cerca hay un topónimo también riojano denominado Baños de Alfaro. Asimismo también existe un cortijo con este nombre en Cuevas de Almanzora.
Según un estudio del historiador almeriense José A. Tapia —citado íntegramente por el investigador Merino Urrutia en uno de sus trabajos realizado en 1968—, el motivo por el que el municipio de esta provincia lleva el nombre Rioja es que en el momento de la conquista cristiana del Reino de Granada algunos topónimos locales en lengua árabe se sustituyeron por otros en castellano debido a lo difícil que resultaba su pronunciación para los nuevos pobladores. De esta manera, el propietario cristiano que se asienta en estas tierras a partir del año 1500 otorgaría el nombre actual al pueblo. Los documentos estudiados por Tapia más antiguos en los que se hace referencia a esta localidad proceden del siglo XVI, nombrándose a veces como Pago de Rioja. Así pues, en uno de ellos fechado en el año 1530 se cita a un tal «Francisco de Logroño en el pago de Rioja», que era maestro de la catedral de Almería y tenente de fincas en el pago. Sería este Francisco natural de Logroño o un familiar suyo quien, por nostalgia de su tierra de nacimiento, otorgara a la localidad el nombre de su región de procedencia. El cercano topónimo de Baños de Alfaro, también riojano, podría tener el mismo origen. 